# 2008年夏季奥林匹克运动会奖牌得主名单

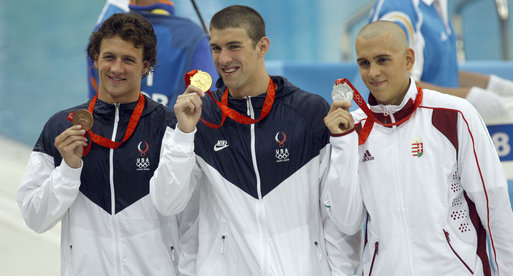
瑞安·洛赫特（铜牌）、迈克尔·菲尔普斯（金牌）和切赫·拉斯洛（银牌）展示他们在男子400米个人混合泳比赛中所获奖牌。

2008年8月8日至24日，2008年夏季奥林匹克运动会在中华人民共和国首都北京市举行，来自204个国家和地区的约1万1028名运动员参赛。本届奥运会一共举办了28个大项，共302项赛事，其中165项为男子赛事，127项为女子赛事，10项为混合赛事，赛事总数比希腊雅典举办的2004年夏季奥林匹克运动会要多一项。
本届运动会新增了9项赛事，其中两项是自行车比赛。女子田径比赛中首次加入3000米障碍赛。游泳项目中增加男子和女子马拉松游泳，赛程10公里。乒乓球团体赛取代以往的双打项目。击剑比赛中的女子花剑团体和女子佩剑团体赛取代男子花剑团体和女子重剑团体赛。棒球和拳击两个大项只有男子比赛，垒球和花样游泳则只有女子赛事。马术则是唯一一项男性和女性选手同台竞技的比赛。由于国际奥林匹克委员会经投票决定取消2012年奥运会的棒球和垒球比赛，所以这两个项目都有可能会是最后一次出现在奥运会赛场。所有比赛一共颁发了958枚奖牌，其中金牌302枚，银牌303块，铜牌353枚。拳击、柔道、跆拳道和摔跤比赛每个级别赛事都颁发了两枚铜牌。这也是铜牌总数明显多于金牌和银牌的根本原因。除此以外，还有1枚银牌和2枚铜牌是因出现平局导致。
获得奖牌的运动员共有1881名。东道主中国队以48枚金牌位居金牌榜首位，奖牌总数100枚也仅次于美国队的110枚，美国队共赢得36枚金牌，也仅次于中国队。共有来自87个代表团的运动员赢得了奖牌，55个代表团赢得了至少1枚金牌。无论是在获得金牌或奖牌的代表团数量都创下了夏季奥运会新纪录。来自阿富汗（鲁胡拉·尼帕伊：跆拳道，男子58公斤级）、毛里求斯（布鲁诺·朱利：拳击，最轻量级）、苏丹（伊斯梅尔·艾哈迈德·伊斯梅尔：田径男子800米）、塔吉克斯坦（拉苏尔·博基耶夫：柔道，男子73公斤级）和多哥（邦雅曼·布克佩蒂：皮划艇，男子K-1激流回旋）的运动员在本届奥运会上实现奖牌榜零的突破。蒙古（奈丹·图布辛巴亚尔：柔道，男子100公斤级）和巴拿马（伊尔温·萨拉迪诺：田径，男子跳远）的运动员则拿下该国首枚奥运会金牌。
美国游泳选手迈克尔·菲尔普斯是本届奥运会上最成功的运动员，一人夺得8枚金牌，超越1972年获得7枚金牌的马克·斯皮茨，创下一人赢得单届奥运会金牌数的新纪录。菲尔普斯也以共计14枚金牌创下奥运会选手的新纪录，总计16枚奖牌在历史上也仅次于苏联体操运动员拉里莎·拉特尼娜的18枚。本届奥运会还追平或创造了多个项目的个人奖牌数纪录，其中包括自行车（英国选手布拉德利·威金斯赢得两面金牌，追平6面奖牌的个人纪录）、柔道（日本运动员谷亮子获一枚铜牌，这已是她的第5枚奥运奖牌）、垒球（美国选手劳拉·伯格获银牌，澳大利亚运动员娜塔莉·沃德、梅兰妮·罗什和坦尼娅·哈丁获铜牌，是4人的第4枚奥运奖牌）、游泳（迈克尔·菲尔普斯，16枚奖牌）、跆拳道（美国选手史蒂文·洛佩斯获铜牌，伊朗运动员哈迪·萨伊获金牌，是两人的第3枚奥运奖牌）和乒乓球（中国选手王楠获一金一银，共赢得5枚奥运奖牌）。
| 目录                                                                                            |                                                                                        |                                                                                              |
| 1. 射箭 2. 田径 3. 羽毛球 4. 棒球 5. 篮球 6. 拳击 7. 皮划艇 8. 自行车 9. 跳水 10. 马术 11. 击剑 | 1. 曲棍球 2. 足球 3. 体操 4. 手球 5. 柔道 6. 现代五项 7. 赛艇 8. 帆船 9. 射击 10. 垒球 | 1. 游泳 2. 花样游泳 3. 乒乓球 4. 跆拳道 5. 网球 6. 铁人三项 7. 排球 8. 水球 9. 举重 10. 摔跤 |
| 统计 参考资料                                                                                   |                                                                                        |                                                                                              |

## 射箭
| 項目             | 金牌                                   | 银牌                                                            | 铜牌                                                        |
| 男子個人（詳細） | 维克托·（乌克兰）                      | 朴敬模（韩国）                                                  | 拜尔·（俄罗斯）                                             |
| 女子個人（詳細） | 张娟娟（中国）                         | 朴成贤（韩国）                                                  | 尹玉姬（韩国）                                              |
| 男子團體（詳細） | 韩国（KOR） · 林東賢 · 李昌奐 · 朴敬模 | 意大利（ITA） · 毛罗·内斯波利 · 伊拉里奥·迪博 · 马尔科·加利亚佐 | 中国（CHN） · 姜林 · 李文全 · 薛海峰                        |
| 女子團體（詳細） | 韩国（KOR） · 朱贤贞 · 朴成贤 · 尹玉姬 | 中国（CHN） · 陈玲 · 郭丹 · 张娟娟                              | 法国（FRA） · 维尔日妮·阿诺尔德 · 索菲·多德蒙 · 贝伦热蕾·舒 |

## 田径

### 男子
| 項目                | 金牌                                                                        | 金牌          | 银牌                                                                      | 银牌     | 铜牌                                                                              | 铜牌     |
| 100米（詳細）       | 尤塞恩·（牙买加）                                                           | 9.69 (WR)     | （特立尼达和多巴哥）                                                      | 9.89     | 沃尔特·（美国）                                                                   | 9.91     |
| 200米（詳細）       | 尤塞恩·（牙买加）                                                           | 19.30 (WR)    | 肖恩·（美国）                                                             | 19.96    | 沃尔特·（美国）                                                                   | 19.98    |
| 400米（詳細）       | 拉肖恩·（美国）                                                             | 43.75         | 杰里米·（美国）                                                           | 44.74    | 戴维·（美国）                                                                     | 44.80    |
| 800米（詳細）       | 威尔弗雷德·本盖（）                                                         | 1:44.65       | 伊斯梅尔·艾哈迈德·伊斯梅尔（苏丹）                                        | 1:44.70  | 艾尔弗雷德·基鲁瓦·耶戈（）                                                        | 1:44.82  |
| 1500米（詳細）      | 阿斯贝尔·基普鲁托·（）                                                      | 3:33.11       | 尼克·（新西兰）                                                           | 3:34.16  | Mehdi Baala（法国）                                                               | 3:34.21  |
| 5000米（詳細）      | 克内尼萨·贝耶查（埃塞俄比亚）                                               | 12:57.82 (OR) | 埃利乌德·基普乔盖（）                                                     | 13:02.80 | 埃德温·切鲁约特·索伊（）                                                          | 13:06.22 |
| 10000米（詳細）     | 克内尼萨·（埃塞俄比亚）                                                     | 27:01.17 (OR) | 塞莱希·（埃塞俄比亚）                                                     | 27:02.77 | 迈卡·（）                                                                         | 27:04.11 |
| 馬拉松（詳細）      | 塞缪尔·卡马乌（）                                                           | 2:06:32 (OR)  | 贾瓦德·加里卜（摩洛哥）                                                   | 2:07:16  | 谢斯基·基比迪（埃塞俄比亚）                                                       | 2:10:00  |
| 3000米障礙（詳細）  | 布里明·（）                                                                 | 8:10.34       | 马耶迪内·-贝纳巴（法国）                                                  | 8:10.49  | 理查德·基普肯博伊·（）                                                            | 8:11.01  |
| 110米欄（詳細）     | 戴龍·（古巴）                                                               | 12.93         | 戴维·（美国）                                                             | 13.17    | 戴维·（美国）                                                                     | 13.18    |
| 400米欄（詳細）     | 安杰洛·（美国）                                                             | 47.25         | 克伦·（美国）                                                             | 47.98    | 伯肖恩·（美国）                                                                   | 48.06    |
| 跳高（詳細）        | 安德瑞·（俄罗斯）                                                           | 2.36米        | 杰曼·（英国）                                                             | 2.34米   | 雅罗斯拉夫·（俄罗斯）                                                             | 2.34米   |
| 撐竿跳高（詳細）    | 史蒂夫·（）                                                                 | 5.96米 (OR)   | 叶夫根尼·（俄罗斯）                                                       | 5.85米   | 杰尼斯·（乌克兰）                                                                 | 5.70米   |
| 跳遠（詳細）        | 欧文·（巴拿马）                                                             | 8.34米        | 科措·（南非）                                                             | 8.24米   | 易卜拉欣·（古巴）                                                                 | 8.20米   |
| 三級跳遠（詳細）    | 内尔松·（葡萄牙）                                                           | 17.67米       | 菲利普斯·（英国）                                                         | 17.62米  | 利万·（巴哈马）                                                                   | 17.59米  |
| 鉛球（詳細）        | 托马什·（波兰）                                                             | 21.51米       | 克里斯琴·（美国）                                                         | 21.09米  | 迪伦·阿姆斯特朗（加拿大）                                                         | 21.04米  |
| 鐵餅（詳細）        | 格尔德·（爱沙尼亚）                                                         | 68.82米       | 彼得·（波兰）                                                             | 67.82米  | 维尔吉利尤斯·（立陶宛）                                                           | 68.79米  |
| 鏈球（詳細）        | 普里莫兹·（斯洛文尼亚）                                                     | 82.02米       | 瓦季姆·傑維亞托夫斯基（白俄罗斯）                                         | 81.61米  | 伊凡·齐汉（白俄罗斯）                                                             | 81.51米  |
| 標槍（詳細）        | 安德烈亚斯·托希尔德森（挪威）                                               | 90.57米 (OR)  | 艾纳尔斯·科瓦尔斯（拉脱维亚）                                             | 86.64米  | 泰罗·皮特凯迈基（芬兰）                                                           | 86.16米  |
| 十項全能（詳細）    | 布赖恩·（美国）                                                             | 8791分        | 安德烈·（白俄罗斯）                                                       | 8551分   | 莱昂内尔·（古巴）                                                                 | 8527分   |
| 20公里競走（詳細）  | 瓦列里·（俄罗斯）                                                           | 1:19:01       | 赫费尔松·（厄瓜多尔）                                                     | 1:19:15  | 贾里德·（）                                                                       | 1:19:42  |
| 50公里競走（詳細）  | 亚历克斯·（意大利）                                                         | 3:37:09 (OR)  | 贾里德·（）                                                               | 3:39:27  | 丹尼斯·（俄罗斯）                                                                 | 3:40:14  |
| 4×100米接力（詳細） | 特立尼达和多巴哥（TRI） · 凯斯顿·布莱德曼 · 马克·伯恩斯 · 伊曼纽尔·卡伦德 · | 38.06         | 日本（JPN） · 塚原直貴 · 末續慎吾 · 高平慎士 · 朝原宣治                   | 38.15    | 巴西（BRA） · Vicente Lima · Sandro Viana · Bruno de Barros · José Carlos Moreira | 38.24    |
| 4×400米接力（詳細） | 美国（USA） · 拉肖恩· · 安杰洛·泰勒 · 戴维· · 杰里米·                       | 2:55.39 (OR)  | 巴哈马（BAH） · 安德烈蒂·贝恩 · 迈克尔·马修 · 安德烈·威廉斯 · 克里斯·布朗 | 2:58.03  | 英国（GBR） · 马丁·鲁尼 · 安德鲁·斯蒂尔 · 罗伯特·托宾 · 迈克尔·宾厄姆             | 2:58.51  |

### 女子
| 項目                | 金牌                                                                            | 金牌             | 银牌                                                                                          | 银牌          | 铜牌                                                                                     | 铜牌                   |
| 100米（詳細）       | 谢莉－安·（牙买加）                                                             | 10.78            | 谢龙·（牙买加） · 克伦·（牙买加）                                                             | 10.98         | 銀牌選手打平，未設銅牌                                                                   | 銀牌選手打平，未設銅牌 |
| 200米（詳細）       | 韦罗妮卡·（牙买加）                                                             | 21.74            | 阿莉森·（美国）                                                                               | 21.93         | 克伦·（牙买加）                                                                          | 22.00                  |
| 400米（詳細）       | 克里斯蒂娜·（英国）                                                             | 49.62            | （牙买加）                                                                                    | 49.69         | 萨梅·（美国）                                                                            | 49.93                  |
| 800米（詳細）       | 帕梅拉·（）                                                                     | 1:54.87 (WJR/AR) | 贾妮丝·贾普科斯盖·（）                                                                        | 1:56.07       | 哈斯纳·（摩洛哥）                                                                        | 1:56.73                |
| 1500米（詳細）      | 南希·兰加特（）                                                                 | 4:00.23          | 伊琳娜·利辛斯卡（乌克兰）                                                                     | 4:01.63       | 纳塔利娅·托比阿斯（乌克兰）                                                              | 4:01.78                |
| 5000米（詳細）      | 蒂鲁内什·（埃塞俄比亚）                                                         | 15:41.40         | 梅塞蕾特·德法尔·（埃塞俄比亚）                                                                | 15:44.12      | Sylvia Jebiwot Kibet（）                                                                 | 15:44.96               |
| 10000米（詳細）     | 蒂鲁内什·（埃塞俄比亚）                                                         | 29:54.66 (OR/AR) | 沙兰·（美国）                                                                                 | 30:22.22 (AR) | Linet Chepkwemoi Masai（）                                                               | 30:26.50               |
| 馬拉松（詳細）      | 康斯坦丁娜·（罗马尼亚）                                                         | 2:26:44          | 温凯瑟琳·（）                                                                                 | 2:27:06       | 周春秀（中国）                                                                           | 2:27:07                |
| 3000米障礙（詳細）  | 古利娜拉·（俄罗斯）                                                             | 8:58.81 (WR)     | 尤妮斯·（）                                                                                   | 9:07.41 (AR)  | Tatyana Petrova Arkhipova（俄罗斯）                                                      | 9:12.33                |
| 100米欄（詳細）     | 唐·（美国）                                                                     | 12.54            | 萨莉·（）                                                                                     | 12.64         | 普丽西拉·（加拿大）                                                                      | 12.64                  |
| 400米欄（詳細）     | 梅兰·（牙买加）                                                                 | 52.64 (OR)       | 希娜·（美国）                                                                                 | 53.70         | 塔莎·（英国）                                                                            | 53.84                  |
| 跳高（詳細）        | 蒂娅·埃勒博（比利时）                                                           | 2.05米           | 布兰卡·弗拉希奇（克罗地亚）                                                                   | 2.05米        | 安娜·奇切罗娃（俄罗斯）                                                                  | 2.03米                 |
| 撐竿跳高（詳細）    | 叶连娜·伊辛巴耶娃（俄罗斯）                                                     | 5.05米 (WR)      | 珍妮弗·（美国）                                                                               | 4.80米        | 斯韦特兰娜·（俄罗斯）                                                                    | 4.75米                 |
| 跳遠（詳細）        | 毛伦·伊加·（巴西）                                                              | 7.04米           | 布莱辛·（尼日利亚）                                                                           | 6.91米        | Chelsea Hammond（牙买加）                                                                | 6.79米                 |
| 三級跳遠（詳細）    | 弗朗索瓦丝·（喀麦隆）                                                           | 15.39米 (OR/AR)  | Olga Rypakova · （KAZ）                                                                       | 15.11米       | Yargelis Savigne · 古巴（CUB）                                                           | 15.05米                |
| 鉛球（詳細）        | 瓦莱丽·（新西兰）                                                               | 20.56米 (AR)     | 米斯利迪丝·冈萨雷斯（古巴）                                                                   | 19.50米       | 巩立姣（中国）                                                                           | 19.20米                |
| 鐵餅（詳細）        | 斯蒂芬妮·布朗·（美国）                                                          | 64.74米          | 奥廖娜·（乌克兰）                                                                             | 62.59米       | 宋爱民（中国）                                                                           | 62.20米                |
| 鏈球（詳細）        | 伊普西·（古巴）                                                                 | 75.20米          | 张文秀（中国）                                                                                | 74.32米       | Manuela Montebrun（法国）                                                                | 74.32米                |
| 標槍（詳細）        | 巴尔博拉·（捷克）                                                               | 71.42 (AR)       | 克里斯蒂娜·（德国）                                                                           | 66.13         | 戈尔迪·塞耶斯（英国）                                                                    | 65.75                  |
| 七項全能（詳細）    | 纳塔利娅·（乌克兰）                                                             | 6733分           | 海利亚丝·（美国）                                                                             | 6619分        | 凯莉·萨瑟顿（英国）                                                                      | 6517分                 |
| 20公里競走（詳細）  | 奥莉加·（俄罗斯）                                                               | 1:26:31 (OR)     | 谢斯蒂·蒂瑟·（挪威）                                                                          | 1:27:07       | 埃莉萨·（意大利）                                                                        | 1:27:12                |
| 4×100米接力（詳細） | 比利时（BEL） · 奥利维娅·博莱 · 阿娜·马里安 · 埃洛迪·韦德拉奥果 · 基姆·赫法尔特 | 42.54            | 尼日利亚（NGR） · 弗兰卡·伊多科 · 格洛丽亚·科马索德 · 哈莉马特·伊斯梅拉 · 奥卢达莫拉·奥萨约米 | 43.04         | 巴西（BRA） · Rosemar Coelho Neto · Lucimar de Moura · Thaissa Presti · Rosangela Santos | 43.14                  |
| 4×400米接力（詳細） | 美国（USA） · 玛丽·瓦恩伯格 · 阿莉森· · 莫妮克·亨德森 · 桑娅·理查兹             | 3:18.54          | 牙买加（JAM） · 谢丽法·劳埃德 · 罗斯玛丽·怀特 · 诺夫琳·威廉姆斯                               | 3:20.40       | 英国（GBR） · 克莉斯汀·奥胡鲁古 · 凯莉·萨瑟顿 · 玛丽莲·奥科罗 · 妮古拉·桑德斯            | 3:22.68                |

## 羽毛球
| 項目             | 金牌                                                        | 银牌                                                        | 铜牌                                   |
| 男子單打（詳細） | 林丹（中国）                                                | 李宗伟（马来西亚）                                          | 陳金（中国）                           |
| 男子雙打（詳細） | 亨德拉·塞蒂亚万（印度尼西亚） · 马尔基斯·基多（印度尼西亚） | 蔡贇（中国） · 傅海峰（中国）                               | 李在珍（韩国） · 黃智萬（韩国）        |
| 女子單打（詳細） | 張寧（中国）                                                | 謝杏芳（中国）                                              | 玛丽亚·克丽斯廷·尤利安蒂（印度尼西亚） |
| 女子雙打（詳細） | 杜婧（中国） · 于洋（中国）                                 | 李孝貞（韩国） · 李敬元（韩国）                             | 魏軼力（中国） · 張亞雯（中国）        |
| 混合雙打（詳細） | 李龍大（韩国） · 李孝貞（韩国）                             | 诺瓦·维迪安托（印度尼西亚） · 利利亚纳·纳西尔（印度尼西亚） | 何漢斌（中国） · 于洋（中国）          |

## 棒球
| 項目     | 金牌 | 银牌 | 铜牌 |
| 男子棒球 | 韩国 · 柳賢振（류현진） · 韓基周（한기주） · 朴鎮萬（박진만） · 權 奕（권혁） · 李宅根（이택근） · 李大浩（이대호） · 吳昇桓（오승환） · 奉重根（봉중근） · 高永民（고영민） · 李鐘旭（이종욱） · 鄭根宇（정근우） · 金敏宰（김민재） · 陳甲龍（진갑용） · 李晋暎（이진영） · 張洹三（장원삼） · 宋勝準（송승준） · 金廣鉉（김광현） · 李容圭（이용규） · 金東柱（김동주） · 姜珉鎬（강민호） · 金賢洙（김현수） · 李承燁（이승엽） · 鄭大炫（정대현） · 尹錫敏（윤석민）總教練： · 金卿文（김경문） · 教練： · 趙啟顯（조계현）、 · 金光洙（김광수）、 · 金杞泰（김기태）. | 古巴 · 阿列尔·佩斯塔诺 · （Ariel Pestano） · 约安德里·乌赫列斯 · （Yoandry Urgellés） · 阿爾弗雷多·德斯潘耶 · （Alfredo Despaigne） · 路易斯·米格尔·罗德里格斯 · （Luis Rodríguez） · 亚历克塞·贝尔 · （Alexei Bell） · 亚迭尔·佩德罗索 · （Yadier Pedroso） · 洪德尔·马丁内斯 · （Jonder Martínez） · 阿迭尔·帕尔马 · （Adiel Palma） · 路易斯·米格尔·纳瓦斯 · （Luis Navas） · 希尔维斯·杜韦尔赫尔 · （Giorvis Duvergel） · 亚历山大·马列塔 · （Alexander Mayeta） · 埃列尔·桑切斯·莱昂 · （Eriel Sánchez） · 罗兰多·梅里尼奥 · （Rolando Meriño） · 埃克托尔·奥利韦拉 · （Héctor Olivera） · 米歇尔·恩里克斯 · （Michel Enríquez） · 尤里斯基·古力歐 · （Yuliesky Gourriel） · 比西奥安德里·奥德林 · （Vicyohandry Odelín） · 佩德罗·路易斯·拉索 · （Pedro Luis Lazo） · 爱德华多·帕雷特 · （Eduardo Paret） · 诺韦尔托·冈萨雷斯 · （Norberto González） · 诺尔赫·路易斯·贝拉 · （Norge Luis Vera） · 弗雷德里克·塞佩达 · （Frederich Cepeda） · 埃列尔·桑切斯·克萨达 · （Elier Sánchez） · 米格尔·拉埃拉 · （Miguel La Hera）總教練： · 安东尼奥·帕切科 · （Antonio Pacheco） | 美国 · 布雷特·安德森 · （Brett Anderson） · 布莱恩·尼尔 · （Blaine Neal） · 马特·布朗 · （Matt Brown） · 纳特·希尔霍尔茨 · （Nate Schierholtz） · 杰里米·卡明斯 · （Jeremy Cummings） · 迈克尔·科普洛夫 · （Michael Koplove） · 特里·蒂菲 · （Terry Tiffee） · 凯文·杰普森 · （Kevin Jepsen） · 布赖恩·丁辛 · （Brian Duensing） · 德克斯特·佛勒 · （Dexter Fowler） · 布兰登·奈特 · （Brandon Knight） · 迈克·赫斯曼 · （Mike Hessman） · 凯西·韦瑟斯 · （Casey Weathers） · 贾森·唐纳德 · （Jason Donald） · 杰森·尼克斯 · （Jayson Nix） · 泰勒·蒂加登 · （Taylor Teagarden） · 史蒂芬·史特拉斯堡 · （Stephen Strasburg） · 杰克·阿里塔 · （Jake Arrieta） · 卢·马森 · （Lou Marson） · 马特·拉波塔 · （Matt LaPorta） · 特雷弗·卡希尔 · （Trevor Cahill） · 布赖恩·巴登 · （Brian Barden） · 约翰·高尔 · （John Gall） · 杰夫·史蒂文斯 · （Jeff Stevens）總教練： · 大衛·強森 · （Davey Johnson） · 教練： · 馬塞爾·拉契曼 · （Marcel Lachemann）、 · 雷金·史密斯 · （Reggie Smith）、 · 瑞克·艾克斯坦 · （Rick Eckstein）、 · 迪克·庫克 · （Dick Cooke）、 · 羅蘭多·戴阿馬斯 · （Rolando de Armas） · |

## 篮球
| 項目             | 金牌 | 银牌 | 铜牌 |
| 男子籃球（詳細） | 美国 · 卡洛斯·布泽尔 · 勒布朗·詹姆斯 · 德隆·威廉姆斯 · 迈克尔·里德 · 德韦恩·韦德 · 高比·拜仁 · 杜禮·侯活 · 克里斯·波什 · 克里斯·保罗 · 泰夏安·普林斯 · 卡梅隆·安东尼                            | 西班牙 · 乔治·贾巴尤萨 · 劳尔·洛佩兹 · 里奇·卢比奥 · 何塞·卡尔德隆 · 保罗·加索尔 · 马克·加索尔 · 贝尔尼·罗德里格斯 · 亚历克斯·蒙布鲁 · 菲利普·雷耶斯 · 鲁迪·费尔南德斯 · 卡洛斯·希门尼斯 · 胡安·卡洛斯·纳瓦罗 | 阿根廷 · 卡洛斯·德尔菲诺 · 马努·吉诺比利 · 罗曼·冈萨雷斯 · 胡安·佩德罗·古铁雷斯 · 莱昂纳多·古铁雷斯 · 费德里科·卡曼里奇斯 · 安德烈斯·诺西奥尼 · 法夫里西奥·奥韦尔托 · 巴勃罗·普里吉奥尼 · 安东尼奥·波尔塔 · 保罗·金特罗斯 · 路易斯·斯科拉                   |
| 女子籃球（詳細） | 美国 · 蒂娜·汤普森 · 卡皮·庞德克斯特 · 西蒙妮·奥古斯塔斯 · 塔米卡·卡钦斯 · 西尔维娅·福尔斯 · 休·伯德 · 坎达丝·帕克 · 德丽莎·米尔顿-琼斯 · 凯蒂·史密斯 · 莉萨·莱斯利 · 卡拉·劳森 · 黛安娜·陶乐西 | · 埃玛·兰德尔 · 霍莉·格里马 · 彭妮·泰勒 · 苏齐·巴特科维奇 · 克丽丝蒂·哈罗尔 · 埃琳·菲利普斯 · 图莉·贝维拉奎亚 · 珍妮弗·斯克林 · 劳伦·杰克逊 · 贝琳达·斯内尔 · 罗恩妮·考克斯 · 劳拉·萨默顿                     | 俄羅斯 · 纳塔利娅·沃多菲亚诺娃 · 伊琳娜·奥辛波娃 · 玛丽娜·卡普妮娜 · 奥克萨娜·拉赫马图林娜 · 丽贝卡·林·哈蒙 · 伊琳娜·斯特潘诺娃 · 伊洛娜·科斯汀 · 斯韦特兰娜·阿布罗西莫娃 · 玛丽娜·库津娜 · 塔季扬娜·舍切科洛娃 · 伊琳娜·索科洛夫斯科娅 · 葉卡特琳娜·麗絲娜 |

## 拳击
| 項目                              | 金牌                          | 银牌                           | 铜牌                                                    |
| 次蠅量級 （48公斤）（詳細）       | 鄒市明（中国）                | 普列布道尔吉·塞尔丹巴（蒙古）  | 扬皮耶尔·埃尔南德斯（古巴） · 帕迪·巴恩斯（爱尔兰）     |
| 蠅量級 （51公斤）（詳細）         | 颂集·宗触霍（泰国）           | 安德里·拉菲塔（古巴）          | 温琴佐·皮卡尔迪（意大利） · 格奥尔基·巴拉克申（俄罗斯） |
| 雛量級 （54公斤）（詳細）         | 恩赫巴特·巴达尔－乌干（蒙古） | 扬基耶尔·莱昂·阿拉尔孔（古巴） | 韦亚切斯拉夫·戈然（摩尔多瓦） · 布鲁诺·朱利（毛里求斯） |
| 羽量級 （57公斤）（詳細）         | 瓦西里·洛马琴科（乌克兰）     | 克达菲·杰尔克伊尔（法国）      | 沙欣·伊姆拉诺夫（阿塞拜疆） · 雅库普·克勒奇（土耳其）   |
| 輕量級 （60公斤）（詳細）         | 阿列克谢·季先科（俄罗斯）     | 达乌达·索夫（法国）            | 赫拉奇克·贾瓦赫扬（亚美尼亚） · 约丹尼斯·乌加斯（古巴） |
| 次沉量級 （64公斤）（詳細）       | 费利克斯·迪亚斯（）           | 玛努·汶尊侬（泰国）            | 罗涅尔·伊格莱西亚斯（古巴） · 亚历克西·瓦斯蒂纳（法国） |
| 沉量級 （69公斤）（詳細）         | 巴希特·萨尔谢克巴耶夫（）     | 卡洛斯·邦托·苏亚雷斯（古巴）   | 哈那提·斯拉木（中国） · 金贞柱（韩国）                  |
| 中量級 （75公斤）（詳細）         | 詹姆斯·德盖尔（英国）         | 埃米利奥·科雷亚·贝奥（古巴）   | 维金德尔（印度） · 达伦·萨瑟兰（爱尔兰）                |
| 次重量級 （81公斤）（詳細）       | 张小平（中国）                | 肯尼·伊根（爱尔兰）            | 托尼·杰弗里斯（英国） · 叶尔克布兰·西纳利耶夫（）       |
| 重量級 （91公斤）（詳細）         | 拉希姆·恰赫基耶夫（俄罗斯）   | 克莱门特·鲁索（意大利）        | 奥斯马伊·阿科斯塔（古巴） · 德翁泰·怀尔德（美国）       |
| 超重量級 （91公斤或以上）（詳細） | 罗伯托·卡马雷莱（意大利）     | 张志磊（中国）                 | 戴维·普赖斯（英国） · 维亚切斯拉夫·格拉兹科夫（乌克兰） |

## 皮划艇

### 男子
| 項目                                   | 金牌                                                                                          | 金牌     | 银牌                                                                                | 银牌     | 铜牌                                                                                    | 铜牌     |
| 500米單人皮艇 （K-1, 500米）（詳細）   | 肯·华莱士（）                                                                                 | 1:37.252 | 亚当·范库弗登（加拿大）                                                             | 1:37.630 | 蒂姆·布拉班茨（英国）                                                                   | 1:37.671 |
| 500米雙人皮艇 （K-2, 500米）（詳細）   | 萨乌尔·克拉维奥托 · 卡洛斯·佩雷斯（西班牙）                                                   | 1:28.736 | 罗纳德·劳厄 · 蒂姆·维斯克特（德国）                                                 | 1:28.827 | 拉曼·皮亚特鲁申卡 · 瓦季姆·马赫涅（白俄罗斯）                                           | 1:30.005 |
| 1000米單人皮艇 （K-1, 1000米）（詳細） | 蒂姆·布拉班茨（英国）                                                                         | 3:26.323 | 埃里克·韦罗斯·拉森（挪威）                                                          | 3:27.342 | 肯·华莱士（）                                                                           | 3:27.485 |
| 1000米雙人皮艇 （K-2, 1000米）（詳細） | 马丁·霍尔施泰因 · 安德烈亚斯·伊勒（德国）                                                     | 3:11.809 | 金·弗罗·克努森 · 雷内·霍尔滕·波尔森（挪威）                                         | 3:13.580 | 安德烈亚·法金 · 安东尼奥·斯卡杜托（意大利）                                             | 3:14.750 |
| 1000米四人皮艇 （K-4, 1000米）（詳細） | · 拉曼·皮亚特鲁申卡 · 阿利亚克谢·阿巴利马绍 · 阿尔图尔·利特温丘克 · 瓦季姆·马赫涅（白俄罗斯） | 2:55.714 | · 里斯多费尔·里夏德 · 里斯多费尔·米哈伊 · 弗尔切克·埃里克 · 陶尔·尤劳伊（斯洛伐克） | 2:56.593 | · 卢茨·阿尔特波斯特 · 诺曼·布勒克尔 · 托尔斯滕·埃克布雷特 · 比约恩·戈尔德施密特（德国） | 2:56.676 |
| 500米單人划艇 （C-1, 500米）（詳細）   | 马克西姆·奥帕列夫（俄罗斯）                                                                   | 1:47.140 | 戴维·卡尔（西班牙）                                                                 | 1:48.397 | 尤里尔·切班（乌克兰）                                                                   | 1:48.766 |
| 500米雙人划艇 （C-2, 500米）（詳細）   | 孟关良 · 楊文軍（中国）                                                                       | 1:41.025 | 谢尔盖·乌列金 · 亚历山大·科斯托格洛德（俄罗斯）                                     | 1:41.282 | 克里斯蒂安·吉勒 · 托马什·维伦热克（德国）                                               | 1:41.964 |
| 1000米單人划艇 （C-1, 1000米）（詳細） | 沃伊道·奥蒂洛（匈牙利）                                                                       | 3:50.467 | 戴维·卡尔（西班牙）                                                                 | 3:52.751 | 托马斯·霍尔（加拿大）                                                                   | 3:53.653 |
| 1000米雙人划艇 （C-2, 1000米）（詳細） | 安德烈·巴赫丹诺维奇 · 亚历山大·巴赫丹诺维奇（白俄罗斯）                                       | 3:36.365 | 克里斯蒂安·吉勒 · 托马什·维伦热克（德国）                                           | 3:36.588 | 科兹曼·哲尔吉 · 基什·陶马什（匈牙利）                                                   | 3:40.258 |
| 單人皮艇激流迴旋 (K-1)（詳細）         | 亚历山大·（德国）                                                                             | 171.70   | 法比安·（法国）                                                                     | 173.30   | 邦雅曼·（多哥）                                                                         | 173.45   |
| 單人划艇激流迴旋 (C-1)（詳細）         | 米哈尔·（斯洛伐克）                                                                           | 176.65   | 戴维·（英国）                                                                       | 178.61   | 罗宾·（）                                                                               | 180.59   |
| 雙人皮艇激流迴旋 (C-2)（詳細）         | · （斯洛伐克）                                                                                | 190.82   | 雅罗斯拉夫· · 翁德雷·（捷克）                                                       | 192.89   | 米哈伊尔· · 德米特里·（俄罗斯）                                                         | 197.37   |

### 女子
| 項目                                 | 金牌                                                                             | 金牌     | 银牌                                                                        | 银牌     | 铜牌                                                              | 铜牌     |
| 500米單人皮艇 （K-1, 500米）（詳細） | 因娜·奥西片科（乌克兰）                                                          | 1:50.673 | 约瑟法·伊德姆（意大利）                                                     | 1:50.677 | 卡特琳·瓦格纳-奥古斯丁（德国）                                    | 1:51.022 |
| 500米雙人皮艇 （K-2, 500米）（詳細） | 科瓦奇·考陶琳 · 娜塔莎·亚尼奇（匈牙利）                                          | 1:41.308 | 贝娅塔·米科瓦伊奇克 · 阿内塔·科涅奇纳（波兰）                               | 1:42.092 | 玛丽·德拉特 · 安妮-洛尔·维亚尔（法国）                            | 1:42.128 |
| 500米四人皮艇 （K-4, 500米）（詳細） | · 范妮·菲舍尔 · 妮科尔·赖因哈特 · 卡特琳·瓦格纳-奥古斯丁 · 康妮·瓦斯穆特（德国） | 1:32.231 | · 科瓦奇·考陶琳 · 绍博·高布丽埃洛 · 科扎克·达努塔 · 娜塔莎·亚尼奇（匈牙利） | 1:32.971 | · 莉萨·奥尔登霍夫 · 汉娜·戴维斯 · 尚塔尔·米克 · 林德西·福格蒂（） | 1:34.704 |
| 單人皮艇激流迴旋 (K-1)（詳細）       | 埃莱娜·（斯洛伐克）                                                              | 192.64   | 杰奎琳·（）                                                                 | 206.94   | 维奥莱塔·奥布林格·（奥地利）                                      | 214.77   |

## 自行车

### 男子
| 項目               | 金牌                                                              | 金牌          | 银牌                                                                                 | 银牌       | 铜牌                                                          | 铜牌       |
| 個人公路賽（詳細） | 萨穆埃尔·（西班牙）                                               | 6:23:49       | 达维德·（意大利）                                                                    | 6:23:49    | 法比安·（瑞士）                                               | 6:23:49    |
| 個人計時賽（詳細） | 法比安·（瑞士）                                                   | 1:02:11.43    | 古斯塔夫·（瑞典）                                                                    | 1:02:44.79 | 利瓦伊·（美国）                                               | 1:03:21.10 |
| 個人追逐賽（詳細） | 布拉德利·（英国）                                                 | 4:16.977      | 海登·（新西兰）                                                                      | 4:19.611   | 史蒂文·（英国）                                               | 4:20.947   |
| 團體追逐賽（詳細） | 英国（GBR） · 埃德·克兰西 · 保罗·曼宁 · 杰兰特·托马斯 · 布拉德利· | 3:53.314 (WR) | 丹麦（DEN） · 米凱爾·默爾克夫 · 卡斯珀·约根森 · 延斯·埃里克·马森 · 亚历克斯·拉斯穆森 | 4:00.040   | 新西兰（NZL） · 萨姆·比利 · 海登· · 马克·瑞安 · 杰西·瑟金特   | 3:57.776   |
| 爭先賽（詳細）     | 克里斯·（英国）                                                   | ---           | 贾森·（英国）                                                                        | ---        | 米卡埃尔·（法国）                                             | ---        |
| 團體競速賽（詳細） | 英国（GBR） · 克里斯· · 贾森· · 杰米·斯塔夫                       | 43.128        | 法国（FRA） · 格雷戈里·博热 · 凯万·西罗 · 阿诺·图尔南                                | 43.651     | 德国（GER） · 勒内·恩德斯 · 马克西米利安·莱维 · 斯特凡·尼姆克 | 44.014     |
| 記分賽（詳細）     | 胡安·（西班牙）                                                   | 60分          | 罗格·（德国）                                                                        | 58分       | 克里斯·（英国）                                               | 56分       |
| 凱林賽（詳細）     | 克里斯·（英国）                                                   | ---           | 罗斯·（英国）                                                                        | ---        | 永井清史（日本）                                              | ---        |
| 麥迪遜賽（詳細）   | 阿根廷（ARG） · 胡安·埃斯特万·库鲁切特 · 瓦尔特·费尔南多·佩雷斯   | 8分           | 西班牙（ESP） · 胡安·利亚内拉斯 · 托尼·陶莱尔                                        | 7分        | 俄罗斯（RUS） · 米哈伊尔·伊格纳季耶夫 · 阿列克谢·马尔科夫     | 6分        |
| 越野賽（詳細）     | 朱利安·阿布萨隆（法国）                                           | 1:55:59       | 让-克里斯托夫·佩罗（法国）                                                           | 1:57:06    | 尼诺·舒尔特（瑞士）                                           | 1:57:52    |
| BMX賽（詳細）      | 马里斯·（拉脱维亚）                                               | 36.190        | 迈克·（美国）                                                                        | 36.606     | 多尼·（美国）                                                 | 36.972     |

### 女子
| 項目               | 金牌                  | 金牌     | 银牌                      | 银牌     | 铜牌                        | 铜牌     |
| 個人公路賽（詳細） | （英国）              | 3:32:24  | （瑞典）                  | 3:32:24  | （意大利）                  | 3:32:24  |
| 個人計時賽（詳細） | 克丽斯廷·（美国）     | 34:50.72 | （英国）                  | 35:16.01 | 卡琳·（瑞士）               | 35:50.99 |
| 個人追逐賽（詳細） | 丽贝卡·（英国）       | 3:28.321 | 温迪·（英国）             | 3:30.395 | 列西娅·（乌克兰）           | 3:31.413 |
| 爭先賽（詳細）     | 维多利亚·（英国）     | ---      | 安娜·（）                 | ---      | 郭爽（中国）                | ---      |
| 記分賽（詳細）     | 玛丽亚娜·（荷兰）     | 30分     | 约安卡·（古巴）           | 18分     | 莱雷·（西班牙）             | 13分     |
| 越野賽（詳細）     | 扎比内·施皮茨（德国） | 1:45:11  | 马娅·沃什乔夫斯卡（波兰） | 1:45:52  | 伊琳娜·卡连季耶娃（俄罗斯） | 1:46:28  |
| BMX賽（詳細）      | 安妮-卡罗琳·（法国）  | 35.976   | 拉埃蒂蒂娅·（法国）       | 38.042   | 吉尔·（美国）               | 38.674   |

## 跳水

### 男子
| 項目                     | 金牌                        | 金牌     | 银牌                                  | 银牌     | 铜牌                                    | 铜牌     |
| 男子3米彈板（詳細）      | 何冲（中国）                | 572.90分 | 亚历山大·（加拿大）                   | 536.65分 | 秦凯（中国）                            | 530.10分 |
| 男子雙人3米彈板（詳細）  | 王峰（中国） · 秦凯（中国） | 469.08分 | 德米特里·（俄罗斯） · 尤里·（俄罗斯） | 421.98分 | 伊利亚·（乌克兰） · 阿列克西·（乌克兰） | 415.05分 |
| 男子10米高台（詳細）     | 马修·米查姆（）             | 537.95分 | 周吕鑫（中国）                        | 533.15分 | 格列布·加尔佩林（俄罗斯）               | 525.80分 |
| 男子雙人10米高台（詳細） | 林跃（中国） · 火亮（中国） | 468.18分 | 帕特里克·（德国） · 萨沙·（德国）     | 450.42分 | 格列布·（俄罗斯） · 德米特里·（俄罗斯） | 445.26分 |

### 女子
| 項目                     | 金牌                            | 金牌     | 银牌                                        | 银牌     | 铜牌                                  | 铜牌     |
| 女子3米彈板（詳細）      | 郭晶晶（中国）                  | 415.35分 | 尤里娅·（俄罗斯）                           | 398.60分 | 吴敏霞（中国）                        | 389.85分 |
| 女子雙人3米彈板（詳細）  | 郭晶晶（中国） · 吴敏霞（中国） | 343.50分 | 尤里娅·（俄罗斯） · 阿纳斯塔西娅·（俄罗斯） | 323.61分 | 迪特·（德国） · 海克·（德国）         | 318.90分 |
| 女子10米高臺（詳細）     | 陈若琳（中国）                  | 447.70分 | 埃米莉·（加拿大）                           | 437.05分 | 王鑫（中国）                          | 429.90分 |
| 女子雙人10米高臺（詳細） | 王鑫（中国） · 陳若琳（中国）   | 363.54分 | 布里奧妮·（） · 伍丽群（）                  | 335.16分 | 葆拉·（墨西哥） · 塔蒂亞娜·（墨西哥） | 330.06分 |

## 马术
| 項目                   | 金牌 | 金牌     | 银牌 | 银牌     | 铜牌 | 铜牌     |
| 個人盛裝舞步賽（詳細） | 安基·（荷兰） · 座騎：Salinero | 78.680分 | 伊莎贝尔·（德国） · 座騎：Satchmo | 76.650分 | 海克·（德国） · 座騎：Bonaparte | 74.455分 |
| 團體盛裝舞步賽（詳細） | 德国（GER） · 海克· · 座騎：Bonaparte · 娜丁·卡佩尔曼 · 座騎：Elvis Va · 伊莎贝尔· · 座騎：Satchmo | 72.917分 | 荷兰（NED） · 汉斯·彼得·明德豪德 · 座騎：Nadine · 伊姆克·斯海勒肯斯－巴特尔斯 · 座騎：Sunrise · 安基· · 座騎：Salinero                                                                                      | 71.750分 | 丹麦（DEN） · 安妮·范奥尔斯特 · 座騎：Clearwater · 纳塔莉·楚·赛恩·维特根斯坦 · 座騎：Digby · 安德烈亚斯·赫尔格斯特兰德 · 座騎：Don Schufro                                               | 68.875分 |
| 個人場地障礙賽（詳細） | 埃里克·（加拿大） · 座騎：Hickstead | 0分+0分  | 罗尔夫-约兰·（瑞典） · 座騎：Ninja | 0分+4分  | 比齐·（美国） · 座騎：Authentic | 4分+0分  |
| 團體場地障礙賽（詳細） | 美国（USA） · 麦克莱恩·沃德 · 座騎：Sapphire · 劳拉·克劳特 · 座騎：Cedric · 威尔·辛普森 · 座騎：Carlsson Vom Dach · 比齐·马登 · 座騎：Authentic                                                                | 20分+0分 | 加拿大（CAN） · 吉尔·亨塞尔伍德 · 座騎：Special Ed · 埃里克·拉马兹 · 座騎：Hickstead · 伊恩·米勒 · 座騎：In Style · 马克·科恩 · 座騎：Ole                                                                   | 20分+4分 | 瑞士（SUI）3 · 克里斯蒂娜·利布赫尔 · 座騎：No Mercy · 皮乌斯·施维策 · 座騎：Nobless M · 尼克劳斯·舒滕贝格尔 · 座騎：Cantus · 史蒂夫·古尔达特 · 座騎：Jalisca Solier                      | 30分     |
| 個人三項賽（詳細）     | 欣里希·彼得·（德国） · 座騎：Marius | 54.20分  | 吉娜·（美国） · 座騎：Mckinlaigh | 56.10分  | 蒂娜·（英国） · 座騎：Miners Frolic | 57.40分  |
| 團體三項賽（詳細）     | 德国（GER） · 彼得·汤姆森 · 座騎：The Ghost Of Hamish · 弗兰克·奥斯特霍尔特 · 座騎：Mr. Medicott · 安德烈亚斯·迪博夫斯基 · 座騎：Butts Leon · 英格丽德·克利姆克 · 座騎：Abraxxas · 欣里希·彼得· · 座騎：Marius | 166.10分 | （AUS） · 沙恩·罗斯 · 座騎：All Luck · 索尼娅·约翰逊 · 座騎：Ringwould Jaguar · 露辛达·弗雷德里克斯 · 座騎：Headley Britannia · 克莱顿·弗雷德里克斯 · 座騎：Ben Along Time · 梅甘·琼斯 · 座騎：Irish Jester | 171.20分 | 英国（GBR） · 莎伦·亨特 · 座騎：Tankers Town · 黛西·迪克 · 座騎：Spring Along · 威廉·福克斯-皮特 · 座騎：Parkmore Ed · 蒂娜· · 座騎：Miners Frolic · 玛丽·金 · 座騎：Call Again Cavalier | 185.70分 |

- ^  注解3：北京奧運會馬術場地障礙團體賽銅牌得主、挪威選手托尼·安德烈·漢森因賽馬“卡米羅”的尿檢呈陽性，從而取消他的獎牌並對他施以四個半月禁賽的處罰。挪威隊奧運會銅牌被取消。按照相關規定，北京奧運會的馬術場地障礙團體賽第四名瑞士隊將遞補為第三名[28]。

## 击剑

### 男子
| 項目             | 金牌                                                | 银牌                                                                                      | 铜牌                                                                                |
| 個人花劍（詳細） | 本亚明·（德国）                                     | 太田雄贵（日本）                                                                          | 萨尔瓦托雷·（意大利）                                                               |
| 個人重劍（詳細） | 马泰奥·（意大利）                                   | 法布里斯·（法国）                                                                         | 何塞·路易斯·（西班牙）                                                              |
| 個人佩劍（詳細） | 仲滿（中国）                                        | 尼古拉·（法国）                                                                           | 米哈伊·（罗马尼亚）                                                                 |
| 團體重劍（詳細） | 法国（FRA） · 热罗姆· · 于尔里克·罗贝里 · 法布里斯· | 波兰（POL） · 罗伯特·安杰尤克 · 托马什·莫蒂卡 · 亚当·维尔乔赫 · 拉多斯瓦夫·扎夫罗特尼亚克 | 意大利（ITA） · 马泰奥· · 斯特凡诺·卡罗佐 · 阿尔弗雷多·罗塔 · 迭戈·孔法洛涅里       |
| 團體佩劍（詳細） | 法国（FRA） · 鲍里斯·桑松 · 尼古拉· · 朱利安·皮耶   | 美国（USA） · 蒂姆·莫尔豪斯 · 贾森·罗杰斯 · 基思·斯马特 · 詹姆斯·威廉斯                   | 意大利（ITA） · 阿尔多·蒙塔诺 · 迭戈·奥基乌齐 · 詹皮耶罗·帕斯托雷 · 路易吉·塔兰蒂诺 |

### 女子
| 項目             | 金牌                                                                                        | 银牌                                                    | 铜牌                                                                          |
| 個人花劍（詳細） | 瓦伦蒂娜·（意大利）                                                                         | 南贤喜（韩国）                                          | 玛格丽塔·（意大利）                                                           |
| 個人重劍（詳細） | 布丽塔·（德国）                                                                             | 安娜·玛丽亚·（罗马尼亚）                                | 明曹-奈巴尔德·（匈牙利）                                                      |
| 個人佩劍（詳細） | 玛丽埃尔·（美国）                                                                           | 萨达·（美国）                                           | 丽贝卡·（美国）                                                               |
| 團體花劍（詳細） | 俄罗斯（RUS） · 斯韦特兰娜·博伊科 · 叶夫根尼娅·拉莫诺娃 · 维多利亚·尼基钦娜 · 艾达·恰纳耶娃 | 美国（USA） · 埃米莉·克罗斯 · 埃琳·斯马特 · 汉娜·汤普森 | 意大利（ITA） · 玛格丽塔· · 伊拉里娅·萨尔瓦托里 · 焦万娜·特里利尼 · 瓦伦蒂娜· |
| 團體佩劍（詳細） | 乌克兰（UKR） · 奥廖娜·霍姆罗娃 · 奥莉加·哈尔兰 · 奥莉加·若夫尼尔 · 哈雷娜·蓬迪克           | 中国（CHN） · 谭雪 · 倪红 · 包盈盈 · 黄海洋             | 美国（USA） · 萨达· · 玛丽埃尔· · 丽贝卡·                                     |

## 曲棍球
| 項目               | 金牌 | 银牌 | 铜牌 |
| 男子曲棍球（詳細） | 德国 · 蒂博尔·魏森博恩 · 马克斯·魏因霍尔德 · 塞巴斯蒂安·比德拉克 · 托比亚斯·豪克 · 马克西米利安·米勒 · 尼克拉斯·迈纳特 · 卡洛斯·内瓦多 · 克里斯托弗·策勒 · 弗洛里安·凯勒 · 马蒂亚斯·维特豪斯 · 本亚明·韦斯 · 菲利普·策勒 · 克里斯蒂安·舒尔特 · 菲利普·维特 · 蒂莫·韦斯 · 莫里茨·菲尔斯特 · 扬-马尔科·蒙塔格 · 奥利弗·科恩 | 西班牙 · 弗朗西斯科·科尔特斯·洪科萨 · 桑蒂·弗雷克萨 · 弗朗西斯科·法夫雷加斯 · 维克托·索霍 · 亚历克斯·法夫雷加斯 · 波尔·阿马特 · 爱德华·图沃 · 罗克·奥利娃 · 胡安·费尔南德斯·拉比利亚 · 拉蒙·阿莱格雷 · 哈维尔·里瓦斯 · 阿尔韦特·萨拉 · 罗德里戈·加尔萨 · 塞尔希·恩里克 · 爱德华·阿沃斯 · 戴维·阿莱格雷 | · 杰米·德怀尔 · 利亚姆·德扬 · 罗伯特·哈蒙德 · 马克·诺尔斯 · 埃迪·奥肯登 · 戴维·格斯特 · 卢克·德尔纳 · 格兰特·舒伯特 · 贝文·乔治 · 安德鲁·史密斯 · 斯蒂芬·兰伯特 · 伊莱·马西森 · 马修·韦尔斯 · 特拉维斯·布鲁克斯 · 基尔·布朗 · 弗格斯·卡瓦纳 · 德斯·阿博特                                                            |
| 女子曲棍球（詳細） | 荷蘭 · 玛尔切·霍德里 · 玛尔切·保门 · 娜奥米·范阿斯 · 明克·斯马贝斯 · 玛丽莲·阿廖蒂 · 明克·博伊 · 维克·戴克斯特拉 · 弗洛尔切·恩格斯 · 索菲·波尔坎普 · 埃伦·霍格 · 埃娃·德高德 · 利德韦·韦尔滕 · 扬妮克·朔普曼 · 利桑娜·德鲁弗 · 埃芙克·米尔德 · 克莉·约恩克 · 法蒂玛·莫雷拉·德梅洛 · 米克·范赫恩赫伊曾                     | 中國 · 任烨 · 张益萌 · 高丽华 · 陈秋琦 · 赵玉雕 · 李红侠 · 程晖 · 唐春玲 · 周婉峰 · 李爱莉 · 马弋博 · 付宝荣 · 潘凤贞 · 黄俊霞 · 孙镇 · 宋清龄 · 李爽 · 陈朝霞 | 阿根廷（ARG） · 葆拉·武科伊契奇 · 贝伦·苏奇 · 玛格达莱娜·艾塞加 · Mercedes Margalot · Mariana Rossi · 諾亞·巴利歐紐沃 · Giselle Kañevsky · Claudia Burkart · 卢西亚娜·艾马 · 玛丽内·鲁索 · 玛丽安娜·冈萨雷斯·奥利瓦 · 索莱达·加西亚 · 亚历杭德拉·古利亚 · 玛丽亚·德拉帕斯·埃尔南德斯 · 卡拉·蕾貝琪 · 蘿莎里歐·路切提 |

## 足球
| 項目             | 金牌 | 银牌 | 铜牌 |
| 男子足球（詳細） | 阿根廷 · 奥斯卡·乌斯塔里 · 埃兹奎尔·加雷 · 法维安·蒙松 · 柏保路·薩巴列達 · 费尔南多·加戈 · 费德里科·法齐奥 · 何塞·索萨 · 埃沃·巴内加 · 埃兹奎尔·拉维齐 · 胡安·罗曼·里克尔梅（C） · 安赫尔·迪马利亚 · 尼古拉斯·柏利夏 · 劳塔罗·阿科斯塔 · 哈维尔·马斯切拉诺 · 利昂内尔·梅西 · 塞尔希奥·阿奎罗 · Diego Buonanotte · 塞尔希奥·罗梅罗 · 尼古拉斯·纳瓦罗（GK） | 奈及利亞 · 安布罗斯·范泽金（GK） · 希布佐尔·奥孔库沃 · 奥涅卡希·阿帕姆 · 阿约德莱·阿德莱耶 · 蒙代·詹姆斯 · 奇内杜·奥巴西 · 萨尼·凯塔 · 维克多·奥比纳 · 普罗米斯·伊萨克（C） · 所罗门·奥康科 · 费米·阿基洛 · 奥卢巴耶·阿德菲米 · 彼得·奥代姆温吉 · 希内杜·奥格布克 · 埃费·安布罗斯 · 维克托·阿尼切贝 · 伊曼纽尔·埃克波 · 伊凯舒库·埃森瓦（GK） · 奥阿帕多·奥卢菲尼 | 巴西 · 迭戈·阿尔维斯（GK） · 拉菲尼亚 · 阿莱士·席尔瓦 · 蒂亚戈·席尔瓦 · 埃尔纳内斯 · 马塞洛 · 安德森 · 卢卡斯·雷瓦 · 亚历山大·帕托 · 罗纳尔迪尼奥（C） · 拉米雷斯 · 雷南（足球运动员）（GK） · 伊西尼奥 · 布雷诺 · 迭戈 · 蒂亚戈·内维斯 · 拉斐尔·索比斯 · 若                                                           |
| 女子足球（詳細） | 美国 · 霍普·索洛 · 希瑟·米茨 · 克丽丝蒂·兰波内 · 蕾切尔·比勒 · 琳赛·塔普利 · 娜塔莎·卡伊 · 香农·博克斯 · 埃米·罗德里格斯 · 希瑟·奥赖利 · 阿莉·瓦格纳 · 卡莉·劳埃德 · 劳伦·切尼 · 托宾·希思 · 斯蒂芬妮·考克斯 · 凯特·马克格拉夫 · 安杰拉·赫克尔斯 · 洛丽·哈卢普尼 · 妮科尔·巴恩哈特                                                                        | 巴西 · 芭芭拉·巴尔博萨 · 安德雷亚·孙塔克 · 西莫内·戈麦斯 · 安德烈娅·安德拉德 · 塔尼娅 · 雷娜塔·科斯塔 · 埃丽卡 · 罗萨娜·多斯·桑托斯·奥古斯托 · 安德烈娅·多斯·桑托斯 · 达妮埃拉·利马 · 莫塔 · 埃斯特尔·阿帕莱·多斯·桑托斯 · 阿尔贝托 · 毛丽内 · 玛塔 · 克里斯蒂安妮 · 贡萨尔维斯 · 法比亚娜                                                                        | 德国 · 娜丁·安格勒 · 克斯廷·施特格曼 · 萨斯基亚·巴图西亚克 · 芭贝特·彼得 · 安妮克·克拉恩 · 琳达·布雷索尼克 · 梅拉妮·贝林格 · 桑德拉·斯米塞克 · 比吉特·普林茨 · 雷娜特·林戈尔 · 安雅·米塔格 · 乌尔苏拉·霍尔 · 切利娅·沙希奇 · 西蒙妮·劳德尔 · 法特米雷·巴伊拉玛伊 · 康妮·波勒斯 · 阿里亚娜·兴斯特 · 克斯廷·加雷弗雷克斯 |

## 体操

### 竞技体操
本屆奧運的體操賽事共設14個小項，将由8月9日至8月19日舉行，賽事最後一天的翌日會進行不頒發獎牌的表演賽。

#### 男子
| 項目             | 金牌                                                      | 金牌      | 银牌                                                                        | 银牌      | 铜牌                                                                                                 | 铜牌      |
| 團體賽（詳細）   | 中国（CHN） · 陳一冰 · 黃旭 · 李小鵬 · 肖欽 · 楊威 · 鄒凱 | 286.125分 | 日本（JPN） · 鹿岛丈博 · 中濑卓也 · 沖口诚 · 坂本功贵 · 富田洋之 · 内村航平 | 278.875分 | 美国（USA） · 亚历山大·阿蒂梅夫 · 拉杰·巴夫萨尔 · 谭凯文 · 乔纳森·霍顿 · 贾斯廷·斯普林 · 乔伊·哈格迪 | 275.850分 |
| 個人全能（詳細） | 杨威（中国）                                              | 94.575分  | 內村航平（日本）                                                            | 91.975分  | 伯努瓦·（法国）                                                                                      | 91.925分  |
| 自由體操（詳細） | 鄒凱（中国）                                              | 16.050分  | 赫尔维·（西班牙）                                                           | 15.775分  | 安东·（俄罗斯）                                                                                      | 15.725分  |
| 鞍馬（詳細）     | 肖欽（中国）                                              | 15.875分  | 菲利普·（克罗地亚）                                                         | 15.725分  | 路易斯·（英国）                                                                                      | 15.720分  |
| 吊環（詳細）     | 陳一冰（中国）                                            | 16.600分  | 杨威（中国）                                                                | 16.425分  | 亚历山大·（乌克兰）                                                                                  | 16.325分  |
| 跳馬（詳細）     | 莱谢克·（波兰）                                           | 16.537分  | 托马·（法国）                                                               | 16.537分  | 安东·（俄罗斯）                                                                                      | 16.475分  |
| 雙杠（詳細）     | 李小鹏（中国）                                            | 16.450分  | 刘源哲（韩国）                                                              | 16.250分  | 安东·（）                                                                                            | 16.200分  |
| 單杠（詳細）     | 鄒凱（中国）                                              | 16.200分  | 乔纳森·（美国）                                                             | 16.175分  | 法比安·（德国）                                                                                      | 15.875分  |

#### 女子
| 項目             | 金牌                                                            | 金牌      | 银牌                                                                              | 银牌      | 铜牌 | 铜牌      |
| 團體賽（詳細）   | 中国（CHN） · 程菲 · 邓琳琳 · 何可欣 · 江钰源 · 李珊珊 · 杨伊琳 | 188.900分 | 美国（USA） · 切茜尔·梅默尔 · 萨曼莎·佩塞克 · 艾丽西亚·萨克拉莫内 · 布丽奇特·斯隆 | 186.525分 | 罗马尼亚（ROM） · 斯泰利娅娜·尼斯托尔 · 桑德拉·伊兹巴沙 · 安德烈娅·阿卡特里内伊 · 安德烈娅·格里戈雷 · 加布里埃拉·德勒戈伊 · 安娜玛丽亚·塔米尔然 | 181.525分 |
| 個人全能（詳細） | （美国）                                                        | 63.325分  | （美国）                                                                          | 62.725分  | 杨伊琳（中国） | 62.650分  |
| 自由體操（詳細） | 桑德拉·（罗马尼亚）                                             | 15.650分  | （美国）                                                                          | 15.500分  | （美国） | 15.425分  |
| 平衡木（詳細）   | （美国）                                                        | 16.225分  | （美国）                                                                          | 16.025分  | 程菲（中国） | 15.950分  |
| 跳馬（詳細）     | 洪云仲（朝鲜）                                                  | 15.650分  | 奧克薩娜·（德国）                                                                 | 15.575分  | 程菲（中国） | 15.562分  |
| 高低杠（詳細）   | 何可欣（中国）                                                  | 16.725分  | （美国）                                                                          | 16.725分  | 杨伊琳（中国） | 16.650分  |

### 蹦床
| 項目           | 金牌           | 金牌    | 银牌            | 银牌    | 铜牌            | 铜牌    |
| 男子組（詳細） | 陆春龙（中国） | 41.00分 | 贾森·（加拿大） | 40.70分 | 董栋（中国）    | 40.60分 |
| 女子組（詳細） | 何雯娜（中国） | 37.80分 | 卡伦·（加拿大） | 37.00分 | 埃卡特里娜·（） | 36.90分 |

### 艺术体操
| 項目                 | 金牌 | 金牌     | 银牌                                                 | 银牌     | 铜牌 | 铜牌     |
| 女子個人全能（詳細） | 叶夫根尼娅·卡纳耶娃（俄罗斯）                                                                                                | 75.500分 | 因娜·茹科娃（白俄罗斯）                              | 71.925分 | 加娜·别兹索诺娃（乌克兰） | 71.875分 |
| 女子團體全能（詳細） | 俄罗斯 · 玛加丽塔·阿利伊丘克 · 安娜·加夫里连科 · 塔季扬娜·戈尔布诺娃 · 叶连娜·波谢温娜 · 达里娅·什库里希娜 · 纳塔利娅·奥埃娃 | 35.550分 | 中国 · 蔡彤彤 · 侴陶 · 吕远洋 · 隋剑爽 · 孙丹 · 章硕 | 35.225分 | 白俄罗斯 · 奥列西娅·巴布什金娜 · 阿纳斯塔西娅·伊万科娃 · 季娜伊达·卢宁娜 · 格拉菲拉·马丁诺维奇 · 克谢尼娅·桑科维奇 · 阿林娜·图米洛维奇 | 34.900分 |

## 手球
| 項目             | 金牌 | 银牌 | 铜牌 |
| 男子手球（詳細） | 法國 · 贝特朗·吉勒 · 塞德里克·帕蒂 · 热罗姆·费尔南德斯 · 奥利维耶·吉罗 · 吕克·阿巴洛 · 若埃尔·阿巴蒂 · 塞德里克·比尔代 · 米夏埃尔·吉古 · 达尼埃尔·纳西斯 · 达乌达·卡拉布埃 · 迪爾里·奧梅耶 · 尼古拉·卡拉巴蒂奇 · 迪迪埃·迪纳尔 · 纪尧姆·吉勒 · 克里斯托夫·肯佩                                   | 冰島 · 斯蒂德拉·奥斯吉尔松 · 阿诺尔·阿特拉松 · 洛吉·吉尔松 · 斯诺里·格维兹永松 · 赫雷扎尔·格维兹门松 · 罗伯特·贡纳松 · 比约格温·保德尔·古斯塔夫松 · 奥斯吉尔·厄恩·哈德格里姆松 · 因吉蒙迪尔·因吉蒙达松 · 斯韦勒·安德烈亚斯·雅各布松 · 亚历山大·彼得松 · 格维兹永·瓦吕尔·西于尔兹松 · 西格富斯·西于尔兹松 · 奥拉维尔·斯特凡松 | 西班牙 · 戴维·巴鲁费特 · 约恩·贝劳斯特吉 · 戴维·戴维斯 · 阿尔韦托·恩特雷里奥斯 · 劳尔·恩特雷里奥斯 · 鲁文·加拉瓦亚 · 胡安宁·加西亚 · 何塞·哈维尔·翁布拉多斯 · 德梅特里奥·洛萨诺 · 克里斯蒂安·马尔马格罗 · 卡洛斯·普列托 · 阿尔韦特·罗加斯 · 伊凯尔·罗梅罗 · 维克托·托马斯 |
| 女子手球（詳細） | 挪威 · 通耶·拉森 · 约丽尔·斯诺勒根 · 克里斯蒂娜·伦德 · 卡罗利妮·迪勒·布雷旺 · 埃尔塞·玛特·瑟尔莉·吕贝克 · 朗希尔·奥莫特 · 马丽特·玛尔姆·弗拉菲尤 · 通耶·内斯特沃尔 · 卡特娅·尼贝格 · 卡丽·奥尔维克·格里姆斯伯 · 琳-克丽斯廷·瑞格尔胡什 · 卡丽·梅特·约翰森 · 卡特琳·伦德·哈拉尔德森 · 格萝·哈默森 | 俄羅斯 · 纳塔利娅·希皮洛娃 · 叶卡捷琳娜·马连尼科娃 · 奥克萨娜·罗缅斯卡娅 · 叶米利娅·图雷 · 叶卡捷琳娜·安德留申娜 · 叶连娜·波列诺娃 · 玛丽亚·西多罗娃 · 柳德米拉·波斯诺娃 · 因娜·苏斯林娜 · 扬娜·乌斯科娃 · 伊琳娜·布利兹诺娃 · 安娜·卡列耶娃 · 伊琳娜·波尔托拉茨卡娅 · 叶连娜·德米特里耶娃                                   | · 金南善 · 宋海林 · 许顺荣 · 吴成玉 · 文弼姬 · 吴英兰 · 朴贞嬉 · 裴珉姬 · 安贞花 · 李珉希 · 金溫兒 · 崔任贞 · 洪廷昊 · 金且妍 |

## 柔道

### 男子
| 項目                      | 金牌                  | 银牌                  | 铜牌                                  |
| 男子60公斤級（詳細）      | 崔敏浩（韩国）        | 路德维希·（奥地利）   | 里绍德·（） · 吕本·（荷兰）           |
| 男子66公斤級（詳細）      | 内柴正人（日本）      | 邦雅曼·（法国）       | 约丹尼斯·（古巴） · 朴哲民（朝鲜）    |
| 男子73公斤級（詳細）      | 叶尔努尔·（阿塞拜疆） | 王机春（韩国）        | 拉苏尔·（） · 莱安德罗·（巴西）       |
| 男子81公斤級（詳細）      | 奥勒·（德国）         | 金宰范（韩国）        | 罗曼·（乌克兰） · 蒂亚戈·（巴西）     |
| 男子90公斤級（詳細）      | 伊拉克利·（）         | 阿马尔·（阿尔及利亚） | 希沙姆·（埃及） · 谢尔盖·（瑞士）     |
| 男子100公斤級（詳細）     | ·图布辛巴亚尔（蒙古） | 阿斯哈特·（）         | 莫夫卢德·（阿塞拜疆） · 亨克·（荷兰） |
| 男子100公斤以上級（詳細） | 石井慧（日本）        | 阿卜杜拉·（）         | 奥斯卡·（古巴） · 特迪·（法国）       |

### 女子
| 項目                     | 金牌                | 银牌              | 铜牌                                      |
| 女子48公斤級（詳細）     | 阿林娜·（罗马尼亚） | 亚妮特·（古巴）   | 葆拉·（阿根廷） · 谷亮子（日本）          |
| 女子52公斤級（詳細）     | 冼东妹（中国）      | 安琴爱（朝鲜）    | 苏拉娅·（阿尔及利亚） · 中村美里（日本）  |
| 女子57公斤級（詳細）     | 朱莉娅·（意大利）   | 黛博拉·（荷兰）   | 凯特琳·（巴西） · 许岩（中国）            |
| 女子63公斤級（詳細）     | 谷本步實（日本）    | 露西·（法国）     | 伊丽莎白·（荷兰） · 元玉任（朝鲜）        |
| 女子70公斤級（詳細）     | 上野雅惠（日本）    | 安娜西·（古巴）   | 龙达·（美国） · 埃迪特·（荷兰）           |
| 女子78公斤級（詳細）     | 杨秀丽（中国）      | 亚伦妮斯·（古巴） | 斯特凡妮·（法国） · 郑敬美（韩国）        |
| 女子78公斤以上級（詳細） | 佟文（中国）        | 塚田真希（日本）  | 卢齐娅·（斯洛文尼亚） · 伊达莉斯·（古巴） |

## 现代五项
| 項目           | 金牌                        | 金牌   | 银牌                  | 银牌   | 铜牌                                | 铜牌   |
| 男子組（詳細） | 安德烈·莫伊谢耶夫（俄罗斯） | 5632分 | 埃德维纳斯·（立陶宛） | 5548分 | 安德烈尤斯·（立陶宛）               | 5524分 |
| 女子組（詳細） | 莱纳·舍内博恩（德国）       | 5792分 | 希瑟·費爾（英国）     | 5752分 | 阿納斯塔西婭·普羅科彭科（白俄罗斯） | 5672分 |

## 赛艇

### 男子
| 項目                   | 金牌 | 金牌    | 银牌 | 银牌    | 铜牌 | 铜牌    |
| 單人雙槳（詳細）       | 奥拉夫·（挪威） | 6:59.83 | 翁德热·（捷克） | 7:00.63 | 马埃·（新西兰） | 7:01.56 |
| 雙人單槳（詳細）       | 德鲁·（） · 邓肯·（） | 6:37.44 | 戴维·（加拿大） · （加拿大） | 6:39.55 | 内森·（新西兰） · 乔治·（新西兰） | 6:44.19 |
| 雙人雙槳（詳細）       | 戴维·（） · 斯科特·（） | 6:27.77 | 托努·（爱沙尼亚） · 于里·扬松（爱沙尼亚） | 6:29.05 | 马修·（英国） · 斯蒂芬·（英国） | 6:29.10 |
| 四人單槳（詳細）       | 英国（GBR） · 汤姆·詹姆斯 · 史蒂夫·威廉斯 · 皮特·里德 · 安德鲁·特里格斯·霍奇                                                                            | 6:06.57 | （AUS） · 马特·瑞安 · 詹姆斯·马伯格 · 卡梅伦·麦肯齐-麦克哈格 · 弗朗西斯·赫格尔蒂                                                                              | 6:07.85 | 法国（FRA） · 朱利安·德普雷斯 · 邦雅曼·龙多 · 热尔曼·夏尔丹 · 多里安·莫尔特莱特                                                                           | 6:09.31 |
| 四人雙槳（詳細）       | 波兰（POL） · 康拉德·瓦谢莱夫斯基 · 马雷克·科尔博维奇 · 米哈乌·耶林斯基 · 亚当·科罗尔                                                                   | 5:41.33 | 意大利（ITA） · 卢卡·阿加门诺尼 · 西莫内·韦涅尔 · 罗萨诺·加尔塔罗萨 · 西莫内·拉伊内里                                                                         | 5:43.57 | 法国（FRA） · 若纳唐·科菲克 · 皮埃尔-让·佩尔蒂埃 · 朱利安·巴安 · 塞德里克·贝尔雷                                                                          | 5:44.34 |
| 八人單槳（詳細）       | 加拿大（CAN） · 凯文·莱特 · 本·拉特利奇 · 安德鲁·伯恩斯 · 杰克·韦策尔 · 马尔科姆·霍华德 · 多米尼克·塞特尔 · 亚当·克里克 · 凯尔·汉密尔顿 · 布赖恩·普赖斯 | 5:23.89 | 英国（GBR） · 亚历克斯·帕特里奇 · 汤姆·斯托拉德 · 汤姆·卢西 · 理查德·埃金顿 · 乔希·韦斯特 · 阿拉斯泰尔·希思科特 · 马特·兰格里奇 · 科林·史密斯 · 阿瑟·内瑟科特 | 5:25.11 | 美国（USA） · 博·胡普曼 · 马特·施诺布里希 · 迈卡·博伊德 · 怀亚特·艾伦 · 丹尼尔·沃尔什 · 史蒂文·科波拉 · 乔希·英曼 · 布赖恩·沃尔彭海因 · 马库斯·麦克尔亨尼 | 5:25.34 |
| 輕量級雙人雙槳（詳細） | 扎克·（英国） · 马克·（英国） | 6:10.99 | 季米特里奥斯·（希腊） · 瓦西利奥斯·（希腊） | 6:11.72 | 马斯·（丹麦） · 拉斯穆斯·奎斯特·（丹麦） | 6:12.45 |
| 輕量級四人單槳（詳細） | 丹麦（DEN） · 托马斯· · 莫滕· · 马斯· · 埃斯基尔· | 5:47.76 | 波兰（POL） · 武卡什·帕夫沃夫斯基 · 巴尔特沃梅伊·帕韦乌恰克 · 米沃什·贝尔纳塔伊蒂斯 · 帕韦乌·兰达                                                             | 5:49.39 | 加拿大（CAN） · 伊恩·布兰贝尔 · 乔恩·比尔 · 迈克·刘易斯 · 利亚姆·帕森斯                                                                                   | 5:50.09 |

### 女子
| 項目                   | 金牌 | 金牌    | 银牌 | 银牌    | 铜牌 | 铜牌    |
| 單人雙槳（詳細）       | 鲁米亚娜·（保加利亚） | 7:22.34 | 米歇尔·（美国） | 7:22.78 | 叶卡捷琳娜·（白俄罗斯） | 7:23.98 |
| 雙人單槳（詳細）       | 杰奥尔杰塔·（罗马尼亚） · 维奥丽卡·（罗马尼亚）                                                                                         | 7:20.60 | 吴优（中国） · 高玉兰（中国） | 7:22.28 | 尤利娅·（白俄罗斯） · 纳塔利娅·（白俄罗斯） | 7:20.91 |
| 雙人雙槳（詳細）       | （新西兰） · （新西兰） | 7:07.32 | 安妮卡特琳·（德国） · 克里斯蒂安娜·（德国） | 7:07.33 | 埃莉泽·（英国） · 安娜·（英国） | 7:07.55 |
| 四人雙槳（詳細）       | 中国（CHN） · 唐宾 · 金紫薇 · 奚爱华 · 张杨杨                                                                                           | 6:16.06 | 英国（GBR） · 安娜贝尔·弗农 · 黛比·弗勒德 · 弗朗西丝·霍顿 · 凯瑟琳·格兰杰                                                                                                  | 6:17.37 | 德国（GER） · 布丽塔·奥佩尔特 · 曼努埃拉·卢策 · 卡特琳·博龙 · 斯特凡妮·席勒 | 6:19.56 |
| 八人單槳（詳細）       | 美国（USA） · 埃琳·卡法罗 · 琳赛·舒普 · 安娜·古德尔 · 埃尔·洛根 · 安娜·卡明斯 · 苏珊·弗朗西亚 · 卡罗琳·林德 · 卡琳·戴维斯 · 玛丽·惠普尔 | 6:05.34 | 荷兰（NED） · 费姆克·德克 · 马利丝·斯马尔德斯 · 宁克·金马 · 罗琳·雷佩拉尔·范德里尔 · 安娜玛丽克·范伦普特 · 海伦·坦格尔 · 萨拉·西赫拉尔 · 安娜米克·德哈恩 · 埃丝特尔·沃克尔 | 6:07.22 | 罗马尼亚（ROM） · 康斯坦察·布尔奇克 · 维奥丽卡·苏萨努 · 罗迪卡·谢尔班 · 鲍劳巴什·埃妮克 · 西蒙娜·穆沙特 · 伊万娜·帕普克 · 杰奥尔杰塔·安德鲁安凯 · 多依娜·伊格纳特 · 埃列娜·杰奥尔杰斯库 | 6:07.25 |
| 輕量級雙人雙槳（詳細） | 基尔斯滕·（荷兰） · 玛丽特·（荷兰） | 6:54.74 | 桑娜·（芬兰） · 明娜·（芬兰） | 6:56.03 | 梅拉妮·（加拿大） · 特蕾西·（加拿大） | 6:56.68 |

## 帆船

### 男子
| 項目                 | 金牌                            | 金牌 | 银牌                              | 银牌 | 铜牌                                  | 铜牌 |
| 帆板（詳細）         | 汤姆·（新西兰）                 | 52分 | 朱利安·（法国）                   | 53分 | 沙哈里·（以色列）                     | 58分 |
| 激光級單人艇（詳細） | 保罗·（英国）                   | 63分 | 瓦西里·（斯洛文尼亚）             | 71分 | 迭戈·（意大利）                       | 75分 |
| 470級雙人艇（詳細）  | 内森·（） · 马尔科姆·（）       | 44分 | 尼克·（英国） · 乔·（英国）       | 75分 | 尼古拉·（法国） · 奥利维耶·（法国）   | 78分 |
| 星級龍骨艇（詳細）   | 伊恩·（英国） · 安德鲁·（英国） | 45分 | 罗伯特·（巴西） · 布鲁诺·（巴西） | 53分 | 弗雷德里克·（瑞典） · 安德斯·（瑞典） | 53分 |

### 女子
| 項目                       | 金牌                                | 金牌 | 银牌                                      | 银牌 | 铜牌                                        | 铜牌 |
| 帆板（詳細）               | 殷剑（中国）                        | 39分 | 亚历山德拉·（意大利）                     | 40分 | 布里妮·（英国）                             | 45分 |
| 激光雷迪爾級單人艇（詳細） | 安娜·（美国）                       | 37分 | 金塔列·（立陶宛）                         | 42分 | 徐莉佳（中国）                              | 50分 |
| 470級雙人艇（詳細）        | 埃莉斯·（） · 特莎·（）             | 43分 | 马塞琳·（荷兰） · 勒布克·（荷兰）         | 53分 | 费尔南达·（巴西） · 伊莎贝尔·（巴西）       | 60分 |
| 英凌級龍骨艇（詳細）       | 英国（GBR） · 萨拉· · 萨拉· · 皮帕· | 24分 | 荷兰（NED） · 曼迪· · 安娜米克· · 梅雷尔· | 31分 | 希腊（GRE） · 索菲娅· · 索菲娅· · 维伊尼娅· | 48分 |

### 公開組
| 項目                     | 金牌                                  | 金牌 | 银牌                                  | 银牌 | 铜牌                                    | 铜牌 |
| 49人級快速艇（詳細）     | 约纳斯·（丹麦） · 马丁·（丹麦）       | 61分 | 伊克尔·（西班牙） · 哈维尔·（西班牙） | 64分 | 扬-彼得·（德国） · 汉内斯·（德国）      | 66分 |
| 芬蘭人級重量級艇（詳細） | 本·（英国）                           | 23分 | 扎克·（美国）                         | 45分 | 纪尧姆·（法国）                         | 58分 |
| 托納多級多體船（詳細）   | 费尔南多·（西班牙） · 安东·（西班牙） | 44分 | 达伦·（） · 格伦·（）                 | 49分 | 圣地亚哥·（阿根廷） · 卡洛斯·（阿根廷） | 56分 |

## 射击

### 男子項目
| 項目                 | 金牌                | 银牌                  | 铜牌                          |
| 10米空氣手槍（詳細） | 庞伟（中国）        | 秦钟午（韩国）        | 贾森·（美国）                 |
| 10米空氣步槍（詳細） | 阿比纳夫·（印度）   | 朱启南（中国）        | 亨利·（芬兰）                 |
| 25米快射手槍（詳細） | 亚历山大·（乌克兰） | 拉尔夫·（德国）       | 克里斯蒂安·（德国）           |
| 50米手槍（詳細）     | 秦钟午（韩国）      | 谭宗亮（中国）        | 弗拉基米尔·伊萨科夫（俄罗斯） |
| 50米步槍臥射（詳細） | 阿尔图尔·（乌克兰） | 馬修·（美国）         | 沃伦·（）                     |
| 50米步槍三姿（詳細） | 邱健（中国）        | 尤里·（乌克兰）       | 拉伊蒙德·（斯洛文尼亚）       |
| 不定向飛靶（詳細）   | 达维德·（捷克）     | 乔瓦尼·（意大利）     | 阿列克谢·（俄罗斯）           |
| 定向飛靶（詳細）     | 文森特·（美国）     | 托雷·（挪威）         | 安东尼·（法国）               |
| 雙不定向飛靶（詳細） | 格伦·（美国）       | 弗朗切斯科·（意大利） | 胡斌渊（中国）                |

### 女子項目
| 項目                 | 金牌              | 银牌                | 铜牌                  |
| 10米空氣手槍（詳細） | 郭文珺（中国）    | 纳塔利娅·（俄罗斯） | 妮诺·（）             |
| 10米空氣步槍（詳細） | 卡特琳娜·（捷克） | 柳博芙·（俄罗斯）   | 斯涅扎娜·（克罗地亚） |
| 25米手槍（詳細）     | 陈颖（中国）      | ·贡德格玛（蒙古）   | ·蒙赫巴亚尔（德国）   |
| 50米步槍三姿（詳細） | 杜丽（中国）      | 卡特琳娜·（捷克）   | 埃莉斯·（古巴）       |
| 不定向飛靶（詳細）   | 莎图·（芬兰）     | 苏珊娜·（斯洛伐克） | 科丽·（美国）         |
| 定向飛靶（詳細）     | 基娅拉·（意大利） | 金伯莉·罗德（美国） | 克里斯蒂娜·（德国）   |

## 垒球
| 項目     | 金牌 | 银牌 | 铜牌 |
| 女子壘球 | 日本 · 狩野亞由美 · 峰幸代 · 坂井寬子 · 上野由岐子 · 西山麗 · 伊藤幸子 · 三科真澄 · 馬淵智子 · 藤本索子 · 廣瀨芽 · 佐藤理惠 · 山田惠里 · 江本奈穗 · 染谷美佳 · 乾繪美 | 美国 · 莫妮卡·阿博特 · 斯泰茜·纽夫曼 · 克丽丝特尔·布斯托斯 · 珍妮·芬奇 · 劳拉·伯格 · 劳伦·拉平 · 洛维安娜·荣格 · 卡特·奥斯特曼 · 泰丽娅·弗劳尔斯 · 安德烈娅·杜兰 · 杰茜卡·门多萨 · 维多利亚·加林多 · 凯莉·克雷奇曼 · 凯特琳·洛 · 娜塔莎·沃特利 | · 凯莉·克朗克 · 乔迪·鲍尔林 · 塔尼娅·哈丁 · 凯莉·哈迪 · 丹妮尔·斯图尔特 · 梅拉妮·罗奇 · 纳塔莉·沃德 · 贝琳达·赖特 · 贾丝廷·斯梅瑟斯特 · 桑迪·刘易斯 · 斯泰茜·波特 · 纳塔莉·蒂特卡姆 · 克丽·怀博恩 · 西蒙·莫罗 · 特蕾西·莫斯利 |

## 游泳

### 男子
| 項目                      | 金牌 | 金牌          | 银牌 | 银牌         | 铜牌 | 铜牌         |
| 50米自由泳（詳細）        | 塞萨尔·（巴西） | 21.30 (OR)    | 阿莫里·（法国） | 21.45        | 阿兰·（法国） | 21.49        |
| 100米自由泳（詳細）       | 阿兰·（法国） | 47.21         | 埃蒙·（） | 47.32        | 贾森·（美国） · 塞萨尔·（巴西）                                                                                     | 47.67        |
| 200米自由泳（詳細）       | 迈克尔·菲尔普斯（美国） | 1:42.96 (WR)  | 朴泰桓（韩国） | 1:44.85 (AS) | 彼得·（美国） | 1:45.14      |
| 400米自由泳（詳細）       | 朴泰桓（韩国） | 3:41.86 (AS)  | 張琳（中国） | 3:42.44      | 拉森·（美国） | 3:42.78 (AM) |
| 1500米自由泳（詳細）      | 乌萨马·（突尼斯） | 14:40.84 (AF) | 格兰特·（） | 14:41.53     | 瑞安·（加拿大） | 14:42.69     |
| 100米蝶泳（詳細）         | 迈克尔·菲尔普斯（美国） | 50.58 (OR)    | 米洛拉德·（塞尔维亚） | 50.59 (ER)   | 安德罗·（） | 51.12 (OC)   |
| 200米蝶泳（詳細）         | 迈克尔·菲尔普斯（美国） | 1:52.03 (WR)  | 拉斯洛·（匈牙利） | 1:52.70 (ER) | 松田丈志（日本） | 1:52.97 (AS) |
| 100米背泳（詳細）         | 阿伦·（美国） | 52.54 (WR)    | 马特·（美国） | 53.11        | 海登·（） · （俄罗斯）                                                                                              | 53.18        |
| 200米背泳（詳細）         | （美国） | 1:53.94 (WR)  | 阿伦·（美国） | 1:54.33      | （俄罗斯） | 1:54.93 (ER) |
| 100米蛙泳（詳細）         | 北岛康介（日本） | 58:91 (WR)    | 亚历山大·（挪威） | 59.20        | 于格·（法国） | 59.37        |
| 200米蛙泳（詳細）         | 北岛康介（日本） | 2:07.64 (OR)  | 布伦顿·（） | 2:08.88 (OC) | 于格·（法国） | 2:08.94      |
| 200米混合泳（詳細）       | 迈克尔·菲尔普斯（美国） | 1:54.23 (WR)  | 拉斯洛·（匈牙利） | 1:56.52 (ER) | （美国） | 1:56.53      |
| 400米混合泳（詳細）       | 迈克尔·菲尔普斯（美国） | 4:03.84 (WR)  | 拉斯洛·（匈牙利） | 4:06.16 (ER) | （美国） | 4:08.09      |
| 4×100米自由泳接力（詳細） | 美国（USA） · 迈克尔·菲尔普斯 · 加勒特·韦伯-盖尔 · 卡伦·琼斯 · 贾森· · 内森·阿德里安（预赛） · 本杰明·怀尔德曼-托布里（预赛） · 马特·（预赛） | 3:08.24 (WR)  | 法国（FRA） · 阿莫里· · 法比安·吉羅 · 弗雷德里克·布斯凯 · 阿兰· · 格雷戈里·马莱（预赛） · 鲍里斯·斯泰梅茨（预赛）                           | 3:08.32 (ER) | （AUS） · 埃蒙· · 安德罗· · 阿什利·卡卢斯 · 马特·塔吉特 · 利思·布罗迪（预赛） · 帕特里克·墨菲（预赛）               | 3:09.91 (OC) |
| 4×200米自由泳接力（詳細） | 美国（USA） · 迈克尔·菲尔普斯 · 里基·贝伦斯 · 彼得· · 戴维·沃尔特斯（预赛） · 埃里克·文德特（预赛） · 克莱特·凯勒（预赛）                     | 6:58.56 (WR)  | 俄罗斯（RUS） · 尼基塔·洛宾采夫 · 叶夫根尼·拉古诺夫 · 丹尼拉·伊佐托夫 · 亚历山大·苏霍鲁科夫 · 米哈伊尔·波利修克（预赛）                     | 7:03.70 (ER) | （AUS） · 帕特里克·墨菲 · 格兰特·哈克特 · 格兰特·布里茨 · 尼克·弗罗斯特 · 利思·布罗迪（预赛） · 柯克·帕尔默（预赛） | 7:08.41      |
| 4×100米混合泳接力（詳細） | 美国（USA） · 迈克尔·菲尔普斯 · 阿伦· · 布伦丹·汉森 · 贾森· · 伊恩·克罗克（预赛） · 马克·冈格洛夫（预赛） · 马特·（预赛） · 韦伯·盖尔（预赛） | 3:29.34 (WR)  | （AUS） · 埃蒙· · 安德罗· · 布伦顿· · 海登· · 阿什利·德拉尼（预赛） · 克里斯蒂安·施普伦格（预赛） · 亚当·派因（预赛） · 马特·塔吉特（预赛） | 3:30.04 (OC) | 日本（JPN） · 宫下纯一 · 北岛康介 · 藤井拓郎 · 佐藤久佳                                                             | 3:31.18 (AS) |
| 10公里馬拉松游泳（詳細）  | 马尔滕·（荷兰） | 1:51:51.6     | 戴维·（英国） | 1:51:53.1    | 托马斯·（德国） | 1:51:53.6    |

### 女子
| 項目                      | 金牌 | 金牌         | 银牌 | 银牌         | 铜牌 | 铜牌         |
| 50米自由泳（詳細）        | 布丽塔·（德国） | 24.06 (OR)   | 达拉·（美国） | 24.07        | 凯特·（） | 24.17        |
| 100米自由泳（詳細）       | 布丽塔·（德国） | 53.12 (OR)   | 莉斯贝丝·（） | 53.16        | 纳塔莉·（美国） | 53.39 (=AM)  |
| 200米自由泳（詳細）       | 费代丽卡·（意大利） | 1:54.82 (WR) | 萨拉·（斯洛文尼亚） | 1:54.97      | 庞佳颖（中国） | 1:55.05 (AS) |
| 400米自由泳（詳細）       | 丽贝卡·（英国） | 4:03.22      | 凯蒂·（美国） | 4:03.29      | （英国） | 4:03.52      |
| 800米自由泳（詳細）       | 丽贝卡·（英国） | 8:14.10 (WR) | 阿莱西娅·（意大利） | 8:20.23      | 洛特·（丹麦） | 8:23.03      |
| 100米蝶泳（詳細）         | 莉斯贝丝·（） | 56.73 (OC)   | 克里斯蒂娜·（美国） | 57.10        | 杰茜卡·（） | 57.25        |
| 200米蝶泳（詳細）         | 刘子歌（中国） | 2:04.18 (WR) | 焦刘洋（中国） | 2:04.72      | 杰茜卡·（） | 2:06.26      |
| 100米背泳（詳細）         | 纳塔莉·（美国） | 58.96 (AM)   | 科斯蒂·（津巴布韦） | 59.19        | 玛格丽特·（美国） | 59.34        |
| 200米背泳（詳細）         | 科斯蒂·（津巴布韦） | 2:05.24 (WR) | 玛格丽特·（美国） | 2:06.23      | 中村禮子（日本） | 2:07.13 (AS) |
| 100米蛙泳（詳細）         | （） | 1:05.17 (OR) | 丽贝卡·（美国） | 1:06.73      | 米尔娜·（奥地利） | 1:07.34      |
| 200米蛙泳（詳細）         | 丽贝卡·（美国） | 2:20.22 (WR) | （） | 2:22.05      | 萨拉·（挪威） | 2:23.02 (ER) |
| 200米混合泳（詳細）       | 斯蒂芬妮·（） | 2:08.45 (WR) | 科斯蒂·（津巴布韦） | 2:08.59 (AF) | 纳塔莉·（美国） | 2:10.34      |
| 400米混合泳（詳細）       | 斯蒂芬妮·（） | 4:29.45 (WR) | 科斯蒂·（津巴布韦） | 4:29.89 (AF) | 凯蒂·（美国） | 4:31.71      |
| 4×100米自由泳接力（詳細） | 荷兰（NED） · 英厄·德克尔 · 拉诺米·克罗莫维焦约 · 费姆克·海姆斯凯克 · 马伦·费尔德海斯 · 欣克琳·斯赫勒德（預賽） · 玛农·范罗艾因（預賽）                             | 3:33.76 (OR) | 美国（USA） · 纳塔莉· · 莱茜·尼梅耶 · 卡拉·琳恩·乔伊斯 · 达拉· · 朱莉娅·斯米特（預賽） · 埃米莉·西尔弗（預賽）                                       | 3:34.33 (AM) | （AUS） · 凯特· · 艾丽斯·米尔斯 · 梅拉妮·施伦格 · 莉斯贝丝· · 谢恩·里斯（預賽）                                                       | 3:35.05 (OC) |
| 4×200米自由泳接力（詳細） | （AUS） · 斯蒂芬妮· · 勃朗特·巴勒特 · 凯莉·帕尔默 · 琳达·麦肯齐 · 费莉西蒂·加尔韦斯（預賽） · 安吉·班布里奇（預賽） · 梅拉妮·施伦格（預賽） · 拉拉·达文波特（預賽） | 7:44.31 (WR) | 中国（CHN） · 朱倩蔚 · 庞佳颖 · 谭淼 · 杨雨 · 汤景之（預賽）                                                                                         | 7:45.93 (AS) | 美国（USA） · 纳塔莉· · 艾莉森·施米特 · 卡罗琳·伯克尔 · 凯蒂· · 克里斯蒂娜·马歇尔（預賽） · 金·范登堡（預賽） · 朱莉娅·斯米特（預賽） | 7:46.33 (AM) |
| 4×100米混合泳接力（詳細） | （AUS） · 埃米莉·西博姆 · 杰茜卡· · 莉斯贝丝· · 塔妮·怀特（預賽） · 费莉西蒂·加尔韦斯（預賽） · 谢恩·里斯（預賽）                                                   | 3:52.69 (WR) | 美国（USA） · 纳塔莉· · 丽贝卡· · 克里斯蒂娜· · 达拉· · 玛格丽特·（預賽） · 梅甘·詹德里克（預賽） · 伊莱恩·布里登（預賽） · 卡拉·琳恩·乔伊斯（預賽） | 3:53.30 (AM) | 中国（CHN） · 赵菁 · 庞佳颖 · 周雅菲 · 孙晔 · 徐田龙子（預賽）                                                                        | 3:56.11 (AS) |
| 10公里馬拉松游泳（詳細）  | 拉里莎·（俄罗斯） | 1:59:27.7    | 克丽-安妮·（英国） | 1:59:29.2    | 卡桑德拉·（英国） | 1:59:31.0    |

## 花样游泳
| 項目             | 金牌 | 金牌      | 银牌 | 银牌     | 铜牌                                                                          | 铜牌     |
| 雙人比賽（詳細） | 阿纳斯塔西娅·（俄罗斯） · 阿纳斯塔西娅·（俄罗斯） | 99.251分  | 安德鲁·富恩特斯（西班牙） · 赫玛·（西班牙） | 98.334分 | 原田早穗（日本） · 铃木绘美子（日本）                                         | 97.167分 |
| 團體比賽（詳細） | 俄罗斯（RUS） · 阿纳斯塔西娅·达维多娃 · 阿纳斯塔西娅·叶尔马科娃 · 玛丽亚·格罗莫娃 · 纳塔利娅·伊先科 · 埃莉维拉·哈夏诺娃 · 奥莉加·库热拉 · 斯韦特兰娜·罗马申娜 · 安娜·绍琳娜 | 100.000分 | 西班牙（ESP） · 阿尔瓦·卡韦略 · 拉克尔·科拉尔 · 安德鲁·富恩特斯 · 赫玛·门瓜尔 · 泰丝·恩里克斯 · 劳拉·洛佩斯 · 希塞拉·莫龙 · 伊里娜·罗德里格斯 · 保拉·蒂拉多斯 | 98.667分 | 中国（CHN） · 顾贝贝 · 蒋婷婷 · 蒋文文 · 刘鸥 · 罗茜 · 孙萩亭 · 王娜 · 张晓欢 | 97.500分 |

## 乒乓球
| 項目             | 金牌                               | 银牌                                     | 铜牌                                   |
| 男子單打（詳細） | 馬琳（中国）                       | 王皓（中国）                             | 王勵勤（中国）                         |
| 男子團體（詳細） | 中国（CHN） · 王皓 · 馬琳 · 王勵勤 | 德国（GER） · 波尔 ·                     | 韩国（KOR） · 柳承敏 · 吴尚垠 · 尹在荣 |
| 女子單打（詳細） | 张怡宁（中国）                     | 王楠（中国）                             | 郭跃（中国）                           |
| 女子團體（詳細） | 中国（CHN） · 郭跃 · 张怡宁 · 王楠 | 新加坡（SIN） · 冯天薇 · 李佳薇 · 王越古 | 韩国（KOR） · 唐汭序 · 金暻娥 · 朴美英 |

## 跆拳道

### 男子
| 項目                 | 金牌                | 银牌                            | 铜牌                                                         |
| 58公斤級（詳細）     | 吉列尔莫·（墨西哥） | 尤利斯·加夫列尔·（）            | 鲁胡拉·（阿富汗） · 朱木炎（中华台北）                       |
| 68公斤級（詳細）     | 孫泰珍（韩国）      | 马克·（美国）                   | 宋玉麒（中华台北） · 塞尔韦特·（土耳其）                     |
| 80公斤級（詳細）     | 哈迪·（伊朗）       | 毛罗·（意大利）                 | 史蒂文·（美国） · 朱国（中国）                               |
| 80公斤級以上（詳細） | 车东旻（韩国）      | 亚历山德罗斯·尼古拉迪斯（希腊） | 阿尔曼·奇尔曼诺夫（） · 希卡·亚加齐埃·丘库梅里杰（尼日利亚） |

### 女子
| 項目                 | 金牌                        | 银牌                  | 铜牌                                                |
| 49公斤級（詳細）     | 吴静钰（中国）              | 布特蕾·（泰国）       | 达莉亚·孔特雷拉斯·（委内瑞拉） · 戴内利斯·（古巴）  |
| 57公斤級（詳細）     | 林秀貞（韩国）              | 阿齐泽·（土耳其）     | 馬丁娜·祖布契奇（克罗地亚） · （美国）              |
| 67公斤級（詳細）     | 黄敬善（韩国）              | 卡琳内·（加拿大）     | 格拉迪丝·佩兴丝·（法国） · 桑德拉·（克罗地亚）      |
| 67公斤級以上（詳細） | 玛丽亚·埃斯皮诺萨（墨西哥） | 尼娜·索尔海姆（挪威） | 萨拉·史蒂文森（英国） · 纳塔利娅·法拉维尼亚（巴西） |

## 网球
| 項目             | 金牌                             | 银牌                                                  | 铜牌                        |
| 男子單打（詳細） | （西班牙）                       | （智利）                                              | （塞尔维亚）                |
| 男子雙打（詳細） | （瑞士） · 斯坦尼斯拉斯·（瑞士） | 西蒙·（瑞典） · 托马斯·（瑞典）                       | （美国） · （美国）         |
| 女子單打（詳細） | （俄罗斯）                       | 迪娜拉·（俄罗斯）                                     | 薇拉·（俄罗斯）             |
| 女子雙打（詳細） | （美国） · （美国）              | 維吉尼亞·勞諾·（西班牙） · 安娜貝爾·梅迪納·（西班牙） | 晏紫（中国） · 鄭潔（中国） |

## 铁人三项
| 項目           | 金牌        | 金牌       | 银牌              | 银牌       | 铜牌            | 铜牌       |
| 男子組（詳細） | 扬·（德国） | 1:48:53.28 | 西蒙·（加拿大）   | 1:48:58.47 | 贝文·（新西兰） | 1:49:05.59 |
| 女子組（詳細） | （）        | 1:58:27.66 | 瓦妮莎·（葡萄牙） | 1:59:34.63 | （）            | 1:59:55.84 |

## 排球
| 項目             | 金牌 | 银牌 | 铜牌 |
| 男子排球（詳細） | 美国 · 羅伊·波爾 · 肖恩·魯尼 · 大衛·李 · 理查德·蘭伯恩 · 威廉·普里迪 · 瑞恩·米拉爾 · 萊利·薩蒙 · 托馬斯·霍夫 · 克萊頓·斯坦利 · 凱文·漢森 · 加布里埃爾·蓋特納 · 斯科特·陶津斯基                                                | 巴西 · 吉巴 · 安德烈·纳西门托 · 塞尔吉奥·桑托斯 · 穆里洛·恩德雷斯 · 布鲁诺·雷森德 · 萨穆埃尔·富克斯 · 罗德里戈·桑塔纳 · 马塞洛·埃尔加滕 · 安德烈·埃莱尔 · 安德松·罗德里格斯 · 古斯塔沃·恩德雷斯 · 丹特·阿马拉尔 | 俄羅斯 · 亚历山大·沃尔科夫 · 谢苗·波尔塔夫斯基 · 尤里·别列日科 · 亚历山大·科萨列夫 · 阿列克谢·奥斯塔片科 · 阿列克谢·库列绍夫 · 亚历山大·科尔涅耶夫 · 謝爾蓋·格蘭金 · 阿列克谢·韦尔博夫 · 谢尔盖·捷秋欣 · 马克西姆·米哈伊洛夫 · 瓦季姆·哈穆茨基赫 |
| 女子排球（詳細） | 巴西 · 瓦莱夫斯卡·奥利韦拉 · 葆拉·佩克诺 · 法比安娜·科勞迪諾 · 法比亚娜·奥利韦拉 · 卡罗琳娜·阿尔布开克 · 韦莉萨·贡萨加 · 谢拉·卡斯特罗 · 泰莎·梅内塞斯 · 玛丽安娜·施泰因布雷歇尔 · 弗法奥 · 杰奎琳·卡瓦略 · 瓦莱斯卡·梅内塞斯 | 美国 · 斯泰茜·西科拉 · 泰伊芭·哈尼夫-帕克 · 金·格拉斯 · 妮科尔·戴维斯 · 丹妮尔·斯科特-阿鲁达 · 萝宾·阿莫-桑托斯 · 珍妮弗·乔因斯 · 希瑟·鲍恩 · 琳赛·伯格 · 洛根·汤姆 · 金·威洛比 · 奥戈娜·纳马尼                 | 中國 · 张娜 · 王一梅 · 杨昊 · 赵蕊蕊 · 魏秋月 · 冯坤 · 薛明 · 马蕴雯 · 刘亚男 · 李絹 · 徐云丽 · 周苏红 |

## 水球
| 項目             | 金牌 | 银牌 | 铜牌 |
| 男子水球（詳細） | 匈牙利（HUN） · 塞奇·佐尔坦 · 沃尔高·陶马什 · 毛道劳什·诺贝特 · 沃尔高·德奈什 · 卡沙什·陶马什 · 霍什年斯基·诺贝特 · 基什·盖尔盖伊 · 拜奈代克·蒂博尔 · 沃尔高·达尼埃尔 · 比罗什·彼得 · 基什·加博尔 · 莫尔纳·陶马什 · 盖尔盖伊·伊什特万   | 美国（USA） · 梅里尔·摩西 · 彼得·瓦雷拉斯 · 彼得·赫德纳特 · 杰弗里·鲍尔斯 · 亚当·赖特 · 里克·默洛 · 莱恩·博宾 · 托尼·阿泽维多 · 瑞安·贝利 · 蒂姆·胡滕 · 杰西·史密斯 · 詹姆斯·克伦普霍尔兹 · 布兰登·布鲁克斯             | 塞尔维亚（SRB） · 丹尼斯·舍菲克 · 日夫科·戈齐奇 · 安德里亚·普尔拉伊诺维奇 · 瓦尼亚·乌多维契奇 · 德扬·萨维奇 · 杜什科·皮耶特洛维奇 · 尼古拉·拉真 · 菲利普·菲利波维奇 · 亚历山大·契里奇 · 亚历山大·沙皮奇 · 弗拉迪米尔·武亚辛诺维奇 · 布兰科·佩科维奇 · 斯洛博丹·索罗 |
| 女子水球（詳細） | 荷兰（NED） · 丽安娜·吉什拉尔 · 西蒙·库特 · 迈克·德诺伊 · 耶芙克·范贝尔克姆 · 米克·卡鲍特 · 娅塞明·斯米特 · 诺基·克莱因 · 比尤拉肯·哈克维蒂安 · 丹妮尔·德布鲁因 · 伊尔莎·范德迈登 · 希莉安·范登贝尔赫 · 阿莱特·塞布林 · 玛丽克·范登哈姆 | 美国（USA） · 劳伦·温格 · 卡米·克雷格 · 莫里娅·范诺曼 · 杰茜卡·斯蒂芬斯 · 纳塔莉·戈尔达 · 帕蒂·卡德纳斯 · 伊丽莎白·阿姆斯特朗 · 希瑟·彼得里 · 布伦达·维拉 · 布里塔妮·海斯 · 埃尔茜·温兹 · 艾莉森·格雷戈尔卡 · 杰梅·希普 | （AUS） · 埃玛·诺克斯 · 杰玛·比兹沃斯 · 妮基塔·卡夫 · 丽贝卡·里彭 · 苏齐·弗雷泽 · 布朗温·诺克斯 · 塔妮勒·戈弗斯 · 凯特·金瑟 · 詹娜·圣罗米托 · 米娅·圣罗米托 · 梅利莎·里彭 · Amy Hetzel · 艾丽西亚·麦科马克                                                          |

## 举重

### 男子
| 項目                  | 金牌                | 金牌                                                | 银牌                   | 银牌                                       | 铜牌                       | 铜牌                                   |
| 56公斤級（詳細）      | 龍清泉（中国）      | 抓舉： 132kg(JWR) 挺舉： 160kg 總計： 292kg(JWR)    | 黃英俊（越南）         | 抓舉： 130kg 挺舉： 160kg 總計： 290kg     | 埃科·尤利·（印度尼西亚）   | 抓舉： 130kg 挺舉： 158kg 總計： 288kg |
| 62公斤級（詳細）      | 張湘祥（中国）      | 抓舉： 143kg 挺舉： 176kg 總計： 319kg              | 迭戈·（哥伦比亚）      | 抓舉： 138kg 挺舉： 167kg 總計： 305kg     | （印度尼西亚）             | 抓舉： 135kg 挺舉： 163kg 總計： 298kg |
| 69公斤級（詳細）      | 廖輝（中国）        | 抓舉： 158kg 挺舉： 190kg 總計： 348kg              | 旺斯拉·（法国）        | 抓舉： 151kg 挺舉： 187kg 總計： 338kg     | 空缺                       |                                        |
| 77公斤級（詳細）      | 史載赫（韩国）      | 抓舉： 163kg 挺舉： 203kg 總計： 366kg              | 李宏利（中国）         | 抓舉： 168kg 挺舉： 198kg 總計： 366kg     | 格沃尔格·（亚美尼亚）      | 抓舉： 165kg 挺舉： 195kg 總計： 360kg |
| 85公斤級（詳細）      | 陸永（中国）        | 抓舉： 180kg 挺舉： 214kg 總計： 394kg(WR)          | 安德烈·（白俄罗斯）[c] | 抓舉： 185kg 挺舉： 209kg 總計： 394kg(WR) | 季格兰·瓦尔班·（亚美尼亚） | 抓舉： 177kg 挺舉： 203kg 總計： 390kg |
| 94公斤級（詳細）      | 伊利亚·（）[a]      | 抓舉： 180kg 挺舉： 226kg 總計： 406kg              | 希蒙·（波兰）          | 抓舉： 179kg 挺舉： 224kg 總計： 403kg     | 哈吉穆拉特·（俄罗斯）[c]   | 抓舉： 185kg 挺舉： 217kg 總計： 402kg |
| 105公斤級（詳細）     | 安德烈·（白俄罗斯） | 抓舉： 200kg(WR) 挺舉： 236kg (WR) 總計： 436kg(WR) | 德米特里·（俄罗斯）    | 抓舉： 193kg 挺舉： 230kg 總計： 423kg     | 德米特里·（俄罗斯）[c]     | 抓舉： 190kg 挺舉： 230kg 總計： 420kg |
| 105公斤以上級（詳細） | 马蒂亚斯·（德国）   | 抓舉： 203kg 挺舉： 258kg 總計： 461kg              | 叶夫根尼·（俄罗斯）    | 抓舉： 210kg 挺舉： 250kg 總計： 460kg     | 维克托斯·（拉脱维亚）      | 抓舉： 206kg 挺舉： 242kg 總計： 448kg |

### 女子
| 項目                 | 金牌               | 金牌                                               | 银牌                  | 银牌                                   | 铜牌                   | 铜牌                                   |
| 48公斤級（詳細）     | 陈苇绫（中华台北） | 抓舉： 84kg 挺舉： 112kg 總計： 196kg              | 空缺[b]               |                                        |                        |                                        |
| 53公斤級（詳細）     | （泰国）           | 抓舉： 95kg 挺舉： 126kg(OR) 總計： 221kg          | 尹真熙（韩国）        | 抓舉： 94kg 挺舉： 119kg 總計： 213kg  | （白俄罗斯）           | 抓舉： 95kg 挺舉： 118kg 總計： 213kg  |
| 58公斤級（詳細）     | 陈艳青（中国）     | 抓舉： 106kg 挺舉： 138kg(OR) 總計： 244kg(OR)     | 空缺                  |                                        | 吴正爱（朝鲜）         | 抓舉： 95kg 挺舉： 131kg 總計： 226kg  |
| 63公斤級（詳細）     | 朴贤淑（朝鲜）     | 抓舉： 106kg 挺舉： 135kg 總計： 241kg             | 盧映錡（中华台北）    | 抓舉： 104kg 挺舉： 127kg 總計： 231kg | 空缺                   |                                        |
| 69公斤級（詳細）     | 空缺               |                                                    | 奥克萨娜·（俄罗斯）   | 抓舉： 115kg 挺舉： 140kg 總計： 255kg | 纳塔利娅·（乌克兰）[c] | 抓舉： 115kg 挺舉： 135kg 總計： 250kg |
| 75公斤級（詳細）     | 空缺               |                                                    | 阿拉·（）             | 抓舉： 119kg 挺舉： 147kg 總計： 266kg | 空缺                   |                                        |
| 75公斤以上級（詳細） | 张美兰（韩国）     | 抓舉： 140kg(WR) 挺舉： 186kg(WR) 總計： 326kg(WR) | 奥莉加·（乌克兰） [c] | 抓舉： 124kg 挺舉： 153kg 總計： 277kg | 玛丽亚·（） [c]        | 抓舉： 120kg 挺舉： 150kg 總計： 270kg |

註解
- a  預計取消資格因為2016年6月17日宣布重新藥檢呈現陽性。國際奧委會宣布將由國際舉重總會處理。[30]
- b 西貝爾·厄茲坎 (TUR) 被取消資格因為違反禁藥規定。[31]
- c  預計取消資格因為2016年8月24日宣布重新藥檢呈現陽性。國際奧委會宣布將由國際舉重總會處理。[32]

## 摔跤

### 男子
| 項目                    | 金牌                   | 银牌                  | 铜牌                                        |
| 自由式55公斤級（詳細）  | 亨利·（美国）          | 松永共广（日本）      | 别西克·（俄罗斯） · 拉多斯拉夫·（保加利亚） |
| 自由式60公斤級（詳細）  | 马夫列特·（俄罗斯）    | 瓦西里·（乌克兰）     | 湯元健一（日本） · 赛义德穆拉德·（伊朗）    |
| 自由式66公斤級（詳細）  | 拉马赞·（土耳其）      | 安德烈·（乌克兰）     | 苏希尔·（印度） · 奥塔尔·（）               |
| 自由式74公斤級（詳細）  | 布瓦伊萨·（俄罗斯）    | 索斯兰·（）           | 穆拉德·（白俄罗斯） · 基里尔·（保加利亚）   |
| 自由式84公斤級（詳細）  | 列瓦济·（）            | 尤苏普·（）           | 塔拉斯·（乌克兰） · 格奥尔基·（俄罗斯）     |
| 自由式96公斤級（詳細）  | 希尔瓦尼·（俄罗斯）    | 泰穆拉兹·（）         | 乔治·（） · 赫塔格·（阿塞拜疆）             |
| 自由式120公斤級（詳細） | 阿尔图尔·（）          | 巴赫蒂亚尔·（俄罗斯） | 达维德·（斯洛伐克） · 马里德·（）           |
| 古典式55公斤級（詳細）  | 纳济里·（俄罗斯）      | 罗夫尚·（阿塞拜疆）   | 罗曼·（亚美尼亚） · 朴殷哲（韩国）          |
| 古典式60公斤級（詳細）  | 伊斯兰-贝卡·（俄罗斯） | 维塔利·（阿塞拜疆）   | 鲁斯兰·（） · 努巴克特·（）                 |
| 古典式66公斤級（詳細）  | 斯蒂夫·（法国）        | 卡纳特别克·（）       | 阿尔缅·（乌克兰） · 米哈伊尔·（白俄罗斯）   |
| 古典式74公斤級（詳細）  | 马努恰尔·（）          | 常永祥（中国）        | 亚沃尔·（保加利亚） · 克里斯托夫·（法国）   |
| 古典式84公斤級（詳細）  | 安德烈亚·（意大利）    | 佐尔坦·（匈牙利）     | 纳兹米·（土耳其） · 從缺（取消得獎資格）    |
| 古典式96公斤級（詳細）  | 阿斯兰别克·（俄罗斯）  | 米尔科·（德国）       | 亚当·（美国） · 阿塞特·（）                 |
| 古典式120公斤級（詳細） | 米哈因·（古巴）        | 哈桑·（俄罗斯）       | 明道加斯·（立陶宛） · 尤里·（亚美尼亚）     |

### 女子
| 項目                   | 金牌               | 银牌                | 铜牌                                      |
| 自由式48公斤級（詳細） | （加拿大）         | 伊调千春（日本）    | 玛丽亚·（阿塞拜疆） · 伊里妮·（乌克兰）   |
| 自由式55公斤級（詳細） | 吉田沙保里（日本） | 许莉（中国）        | 托尼娅·（加拿大） · 雅克利娜·（哥伦比亚） |
| 自由式63公斤級（詳細） | 伊调馨（日本）     | 阿廖娜·（俄罗斯）   | 兰迪·（美国） · 叶连娜·（）               |
| 自由式72公斤級（詳細） | 王娇（中国）       | 丝坦卡·（保加利亚） | 浜口京子（日本） · 阿格涅什卡·（波兰）    |

## 统计

### 获奖牌最多的运动员
所有赢得至少3枚金牌或4枚奖牌的运动员如下：
|  | 姓名            | 国别            | 项目   | 金牌 | 银牌 | 铜牌 | 合计 |
|  | --------------- | --------------- | ------ | ---- | ---- | ---- | ---- |
|  | 迈克尔·菲尔普斯 | 美国（USA）     | 游泳   | 8    | 0    | 0    | 8    |
|  | 尤塞恩·博尔特   | 牙买加（JAM）   | 田径   | 3    | 0    | 0    | 3    |
|  | 克里斯·霍伊     | 英国（GBR）     | 自行车 | 3    | 0    | 0    | 3    |
|  | 邹凯            | 中国（CHN）     | 体操   | 3    | 0    | 0    | 3    |
|  | 史蒂芬妮·賴斯   | （AUS）         | 游泳   | 3    | 0    | 0    | 3    |
|  | 莉比·特里克特   | （AUS）         | 游泳   | 2    | 1    | 1    | 4    |
|  | 瑞安·洛赫特     | 美国（USA）     | 游泳   | 2    | 0    | 2    | 4    |
|  | 娜斯佳·柳金     | 美国（USA）     | 体操   | 1    | 3    | 1    | 5    |
|  | 柯丝蒂·考文垂   | 津巴布韦（ZIM） | 游泳   | 1    | 3    | 0    | 4    |
|  | 肖恩·約翰遜     | 美国（USA）     | 体操   | 1    | 3    | 0    | 4    |
|  | 纳塔莉·考芙林   | 美国（USA）     | 游泳   | 1    | 2    | 3    | 6    |

来源：